# Senioren-Convent
Senioren-Convente (SC) sind Zusammenschlüsse von Corps an einer Universität oder Hochschule. Die deutsch-baltischen Studentenverbindungen an der Universität Tartu und der Universität Tallinn sowie der Präsidenkonvent und der Präsidenkonvent der lettischen Damenverbindungen in Riga haben Chargierten-Convente (Ch!C!).

## Geschichte

Entstehung der Corps

Schon die Nationes kannten einen SC. „Streitigkeiten zwischen den einzelnen Nationen wurden vor den Senioren-Convent gebracht, der in Rostock zuerst 1647 genannt wird.“ Um die Wende vom 18. zum 19. Jahrhundert entstanden an deutschen Universitäten nach ihrem Land (historisch) bezeichnete Studentenvereinigungen. Im „rechtsfreien“ Raum der Universität (und in der Öffentlichkeit) gaben sie Studenten Schutz und Halt. Geführt wurden sie von Senioren, die im Seniorenconvent die Lösung gemeinsamer Aufgaben absprachen. Erhalten sind die ersten SC-Comments von Frankfurt/Oder (1798), Halle/Saale (1799), Erlangen (1802), Heidelberg (1803), Marburg (1807), Leipzig (1808), Tübingen (1808) und Jena (1809).
An der Ruprecht-Karls-Universität Heidelberg vereinbarten Rhenania und Franco-Badenia 1803 den ersten und im Juli 1806 den zweiten SC-Comment. An der Philipps-Universität Marburg gab es eine Rheinische, eine Hessische und eine Westphälische Landsmannschaft. An der Eberhard-Karls-Universität Tübingen hatten sich Suevia I, Obersuevia und Franconia I zusammengetan. An der Universität Jena entwarf Guestphalia einen SC-Comment. Aus eigener Anschauung kannte August Jäger die Senioren-Convente in Jena, Halle, Heidelberg, Erlangen, Würzburg, Marburg, Gießen, Tübingen, Freiburg, München und Straßburg. Die humorvollen Schilderungen sind oft sarkastisch und (manchmal noch heute) treffend.
Die SC-Comments regelten Streitigkeiten und Duelle, die zu Anfang des 19. Jahrhunderts oft „zwanglos“ ausgetragen wurden. Der SC-Comment sollte solche regellosen Auseinandersetzungen unterbinden. Die Urburschenschaft zog auch Corpsstudenten an und stimulierte die Bildung von Kränzchen, aus denen in den 1820er Jahren viele Corps hervorgingen. In den Studentenschaften wuchs den Seniorenconventen die Führungsrolle zu, die sie noch in der Weimarer Republik behaupteten. Der Freistaat Preußen mit dem Kultusminister Carl Heinrich Becker machte sie ihnen streitig, der Nationalsozialismus zerstörte sie.
Zur Rolle der Senioren-Convente im frühen 19. Jahrhundert schreibt Robert Paschke:

„Es ist vielfach behauptet worden, die Corps hätten mit der Anwendung ihres Comments auf alle Studenten einen Machtanspruch innerhalb der Studentenschaft begründen wollen. Dies war am Anfange jedenfalls nicht die Absicht der Corps. Sie wollten nur so, wie sie es auch für ihre Corps und Corpsmitglieder taten, für die ganze Studentenschaft eine Instanz schaffen, die nicht nur für die Ordnung in Burschenangelegenheiten sorgte, sondern die sich auch für deren Aufrechterhaltung verantwortlich fühlte.“

## Senioren-Convente

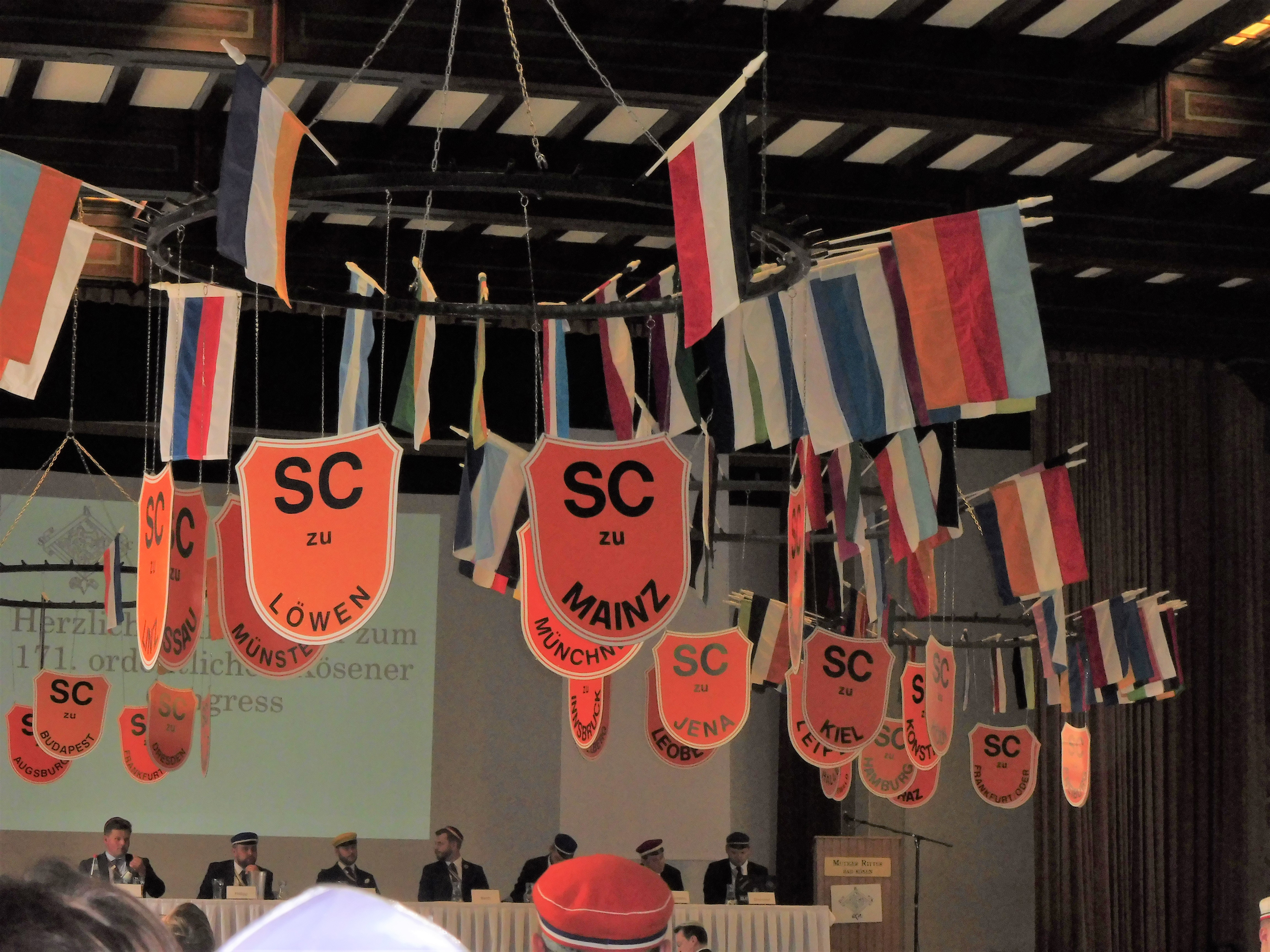
SC-Schilde beim Kösener Congress im Mutigen Ritter

Im Sinne der Subsidiarität sind die Senioren-Convente das konstitutive Element des Kösener SC-Verbandes. Dagegen vereinigt der Weinheimer Senioren-Convent (wie der Rudolstädter Senioren-Convent) die einzelnen Corps, die zum Teil in ortsübergreifenden SC organisiert sind. Ein gemischter SC mit Kösener und Weinheimer Corps ist der Münchner Senioren-Convent. Im Göttinger Senioren-Convent hat das Weinheimer Corps Agronomia Hallensis zu Göttingen Sitz ohne Stimme. Die Kösener Corps in Österreich kennen die Unterscheidung von akademischen und technischen Corps (seit 1869) nicht.
Kösener Einzel-SC bestehen in Augsburg, Bochum, Frankfurt am Main, Frankfurt (Oder), Konstanz, Linz, Mainz, Münster (Westfalen), Passau, Potsdam, Regensburg, Saarbrücken, Salzburg, Trier und Zürich.

### Aachen
Der SC zu Aachen wurde am 3. Dezember 1871 durch die Corps Guestphalia und Rhenania gegründet. Teutonia trat am 1. Juli 1876 als drittes Corps dem SC bei, suspendierte im August 1877 und verlegte den Corpsbetrieb am 19. Dezember 1878 an die TH Braunschweig. Guestphalia suspendierte am 28. Mai 1878, nachdem sie bereits zweimal kurzzeitig (vom 30. Oktober 1874 bis zum 2. Dezember 1874 und vom 22. Oktober 1877 bis Anfang 1878) hatte suspendieren müssen. Rhenania löste daher am 31. Mai 1878 den SC auf, bestand aber noch bis zum 15. Oktober 1880 als Einzelcorps fort und rekonstituierte am 7. Mai 1892 an der TH Braunschweig. Nachdem die akademische Verbindung Delta sich am 4. Januar 1903 zum Corps erklärt hatte und am 5. Januar 1903 in den Weinheimer Senioren-Convent aufgenommen worden war, wurde der SC zu Aachen am 2. März 1903 mit der am selben Tag rekonstituierten Guestphalia wiedergegründet. Das Corps Borussia Clausthal verlegte am 14. März 1903 seinen Sitz an die RWTH Aachen und wurde am selben Tag in den SC aufgenommen. Wegen Rangstreitigkeiten anlässlich des Reichsgründungskommerses löste die Hochschule den SC am 20. Januar 1904 auf. Die Auflösung Guestphalias und Deltas wurde am 1. März 1904, die von Borussia am 19. März 1904 wieder aufgehoben. Guestphalia verschmolz am 11. November 1904 mit der akademischen Verbindung Markomannia und gehörte seit jenem Tag dem SC als Marko-Guestphalia an. Borussia suspendierte bereits am 26. Februar 1907 und verlegte am 20. April 1907 den Corpsbetrieb an die TH München, wo sie dem SC des WSC an der TH München beitrat.
Das Kösener Corps Borussia Breslau zu Köln und Aachen unterhält den aktiven Betrieb nur in Aachen, gehört aber zum Kölner Senioren-Convent.

#### Zäsuren
Während des Ersten Weltkrieges ruhte der Corpsbetrieb in Aachen; der SC bestand aber als Einrichtung fort. Am 23. Oktober 1920 wurde das Corps Montania in den SC aufgenommen. Es war am 22. November 1872 als Akademischer Verein der Chemiker und Hüttenleute an der Polytechnischen Schule Aachen gegründet worden und hatte sich 1882 in Akademischer Verein der Chemiker, Berg- und Hüttenleute umbenannt. Im Wintersemester 1902/03 farbentragende Verbindung mit eigenen Waffen geworden, nannte es sich ab dem Sommersemester 1905 Montania, Akademische Verbindung der Chemiker, Berg- und Hüttenleute und ab dem Sommersemester 1909 Akademische Verbindung Montania. Am 23. Oktober 1920 nahm sie Corpsprinzipien an. Nach der Suspension des WSC am 20. Oktober 1935 suspendierten auch die Mitgliedscorps des SC zu Aachen: Marko-Guestphalia zu Beginn des Wintersemester 1935/36, Delta am 21. Dezember 1935 und Montania am 26. Oktober 1935. Damit hörte auch der SC zu Aachen auf zu bestehen.
Nach dem Zweiten Weltkrieg wiedererstanden die drei Corps zunächst als akademische Vereinigungen: Marko-Guestphalia am 7. Juli 1947 als Corona academica, Delta am 19. Dezember 1949 als AV Pyramide und Montania am 22. November 1947 als Akademisches Collegium. Als Marko-Guestphalia am 8. Juli 1950, Montania am 21. Februar 1951 und Delta am 28. Juli 1951 als Corps rekonstituierten, lebte der SC zu Aachen wieder auf. Am 8. September 1951 rekonstituierte das Corps Saxo-Montania, nachdem Montania Freiberg, Saxo-Borussia Freiberg, Marcomannia Dresden und Franconia Dresden in Aachen verschmolzen waren. Marcomannia Dresden und Franconia Dresden waren bereits am 28. September 1934 zu Franco-Marcomannia zusammengetreten. Am 10. November 1951 rekonstituierte Teutonia Freiberg als Palaeo-Teutonia an der RWTH. Am 5. Dezember 1952 verlegte Saxonia-Berlin den aktiven Betrieb nach Aachen. Am 7. Mai 1953 erweiterte sich der SC auf sieben Corps durch Rekonstitution von Albingia Dresden, deren Altherrenschaft am 4. April 1953 mit der Altherrenschaft von Alania Darmstadt verschmolzen war.
Die Statuten des WSC erlauben es nicht, dass ein Einzelcorps an einem Hochschulort einen SC bildet. Deshalb gehörte das Corps Teutonia Dresden in der Zeit von 1966 bis 1993, als es den Corpsbetrieb an die Ruhr-Universität Bochum verlegt hatte, dem SC zu Aachen als beigeordnetes Corps an.

#### Freiberger Erbe
Franconia Freiberg nahm am 28. November 1953 als Corps Franconia Fribergensis zu Aachen den Corpsbetrieb wieder auf, musste jedoch auf die Farben grün-weiß-rot aus Rücksicht auf Montanias gleiche Farben verzichten. Wie bereits von 1838 bis 1852 in Freiberg führte sie deshalb wieder die Farben grün-gold-rot. Mit der Rekonstitution von Franconia Fribergensis erreichte der SC seine größte Stärke von acht aktiven Corps, die er bis zum Aufgehen von Albingia in Marko-Guestphalia am 12. Oktober 1996 halten sollte. Bis zur Wiederausgründung von Saxo-Borussia aus Saxo-Montania und Rekonstitution in Freiberg im Jahre 1992 beheimatete der SC zu Aachen alle Corps des früheren SC zu Freiberg.

### Aschaffenburg
Der Aschaffenburger Senioren-Convent war der Zusammenschluss und das oberste Entscheidungsgremium der Forstcorps an der Königlich Bayerischen Forstlehranstalt. Wenige Monate nach ihrer Wiedereröffnung wurde 1844 das Corps Hubertia gegründet. 1845 folgte das Corps Arminia und 1847 das Corps Hercynia. Nach Wilhelm Fabricius waren die drei Corps noch 1926 Lebenscorps, was schon damals eine Ausnahme darstellte. Ihr Konkurrenzverhältnis war von „endlosen Streitereien und ständigen PP-Suiten“ gekennzeichnet.

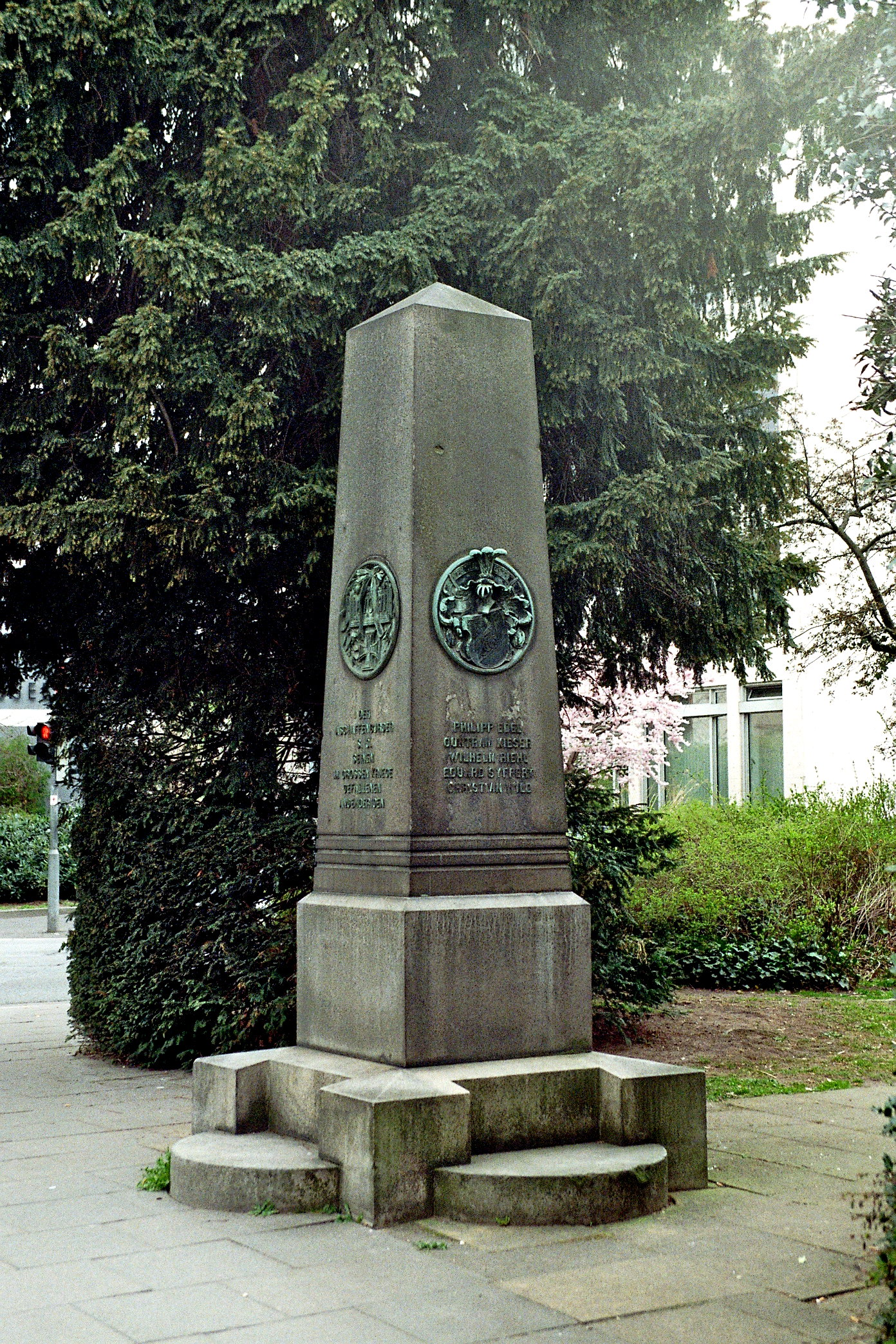
Denkmal für die 1870/71 gefallenen Corpsstudenten Aschaffenburgs

Der SC war Ansprechpartner und letzte Instanz bei Konflikten, in der zweiten Hälfte des 19. Jahrhunderts zunehmend auch bei der forstlichen Beamtenschaft. Ab 1866 konnten die Aschaffenburger Corps in Würzburg an den dortigen SC-Feierlichkeiten in Farben teilnehmen. Wie nahe sie von jeher den Kösener Corps standen, zeigt sich daran, dass ihre Mitglieder Erlanger Pfarrerstöchter werden konnten. Zu Ehren der im Deutsch-Französischen Krieg gefallenen Forstkandidaten errichteten die drei Corps ein Denkmal, das in der Friedrichstraße gegenüber dem Justizgebäude erhalten ist.
Als die Forsthochschule 1910 von Aschaffenburg nach München verlegt wurde, kamen auch die drei Aschaffenburger Corps an die Ludwig-Maximilians-Universität. Die Aschaffenburger Zeitung gab am 31. Juli 1910 eine Sonderausgabe heraus, in der auf vier Seiten die Geschichte der Hochschule detailreich geschildert wurde. Da die Aschaffenburger Corps in den Münchener SC der Kösener Corps aufgenommen wurden, dürften sie zu dem ungewöhnlichen Einvernehmen zwischen Kösener und Weinheimer Corpsstudenten in München wesentlich beigetragen haben.
Seit 1895 gibt es einen aktiven Zusammenschluss von Alten Corpsstudenten im Raum Aschaffenburg. Bis 1910 existierte er parallel zum ASC. 100 Jahre nach der Aufhebung der Aschaffenburger Hochschule richtete der Aschaffenburger AHSC verschiedene Gedenkveranstaltungen aus, über die in den örtlichen Medien berichtet wurde.

### Augsburg
1973 begründete Saxonia Leipzig den SC, der 1974 dem KSCV beitrat. Nachdem Saxonia 2001 nach Leipzig zurückgekehrt war, rekonstituierte Rhaetia den SC im Jahre 2003.
Studentische Fechtwaffe: Korb. Chargenzeichen x,xx,xxx.

### Berlin

#### SC zu Berlin (WSC)
- Corps Berlin (Fusionscorps von 2009)
- Corps Berolina (susp.)
- Corps Marchia Greifswald

### Bochum

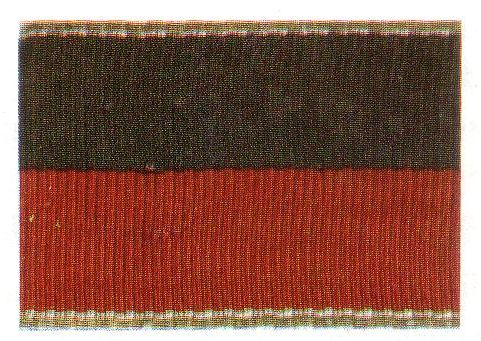
Marchia Bochum

Der SC wurde 1966 von der neu gestifteten Marchia Bochum gegründet. Mit der aus Darmstadt und Frankfurt am Main gekommenen Neoborussia-Berlin trat der Bochumer SC 1967 dem KSCV bei. Marchia gab 1971 die Pflichtmensur auf, verließ den KSCV und suspendierte wenig später. Seither bildet Neoborussia den SC allein.
Korb. x,xx,xxx.

### Bonn
Mit ihrer Stiftung im Jahre 1820 gründeten Rhenania und Guestphalia den SC, Borussia (1821) folgte kurze Zeit später. Mitglieder des SC wurden 1836 Saxo-Pommerania, woraus Saxonia wurde, und 1838 Hansea I und Palatia (1838). Erst nach der Gründung des Kösener Verbandes 1848 wurde Hansea II (1849) gestiftet und Mitglied des SC. Teutonia erklärte sich 1875 zum Corps und wurde im folgenden Jahr in den SC aufgenommen, musste aber bereits wenige Monate später suspendieren. Ab 1884 bestand der Bonner SC aus sieben Corps, nach der Suspension Teutonias 1885 aus sechs Corps und ab 1898 wieder mit Teutonia aus sieben Corps. Nach dem Zweiten Weltkrieg wurde Teutonia nicht rekonstituiert. Von 1949 bis 1957 war die norddeutsch geprägte Brunsviga München vorübergehend im Bonner SC, bevor sie nach München zurückkehren konnte. Palatia gab 1958 die Pflichtmensur auf und verließ den SC.
Korb. x,xx,xxx.

### Braunschweig
- Corps Rhenania ZAB
- Corps Teutonia-Hercynia Braunschweig
- Corps Marchia Braunschweig
- Corps Frisia Braunschweig

### Breslau

#### SC zu Breslau (WSC)
Die drei RSC-Corps Silingia (1911), Frisia (1912) und Neo-Franconia (1913) bildeten einen Senioren-Convent, der keiner Hochschule oder Universität zuzuordnen war. Nach ihrem Austritt aus dem RSC gründeten Frisia und Neo-Franconia am 11. April 1920 den SC der TH Breslau, der am 7. Mai 1920 dem WSC beitrat. Montania kam am 1. Juli 1926 als drittes Corps hinzu. Der SC löste sich im Herbst 1935 auf.

### Brünn

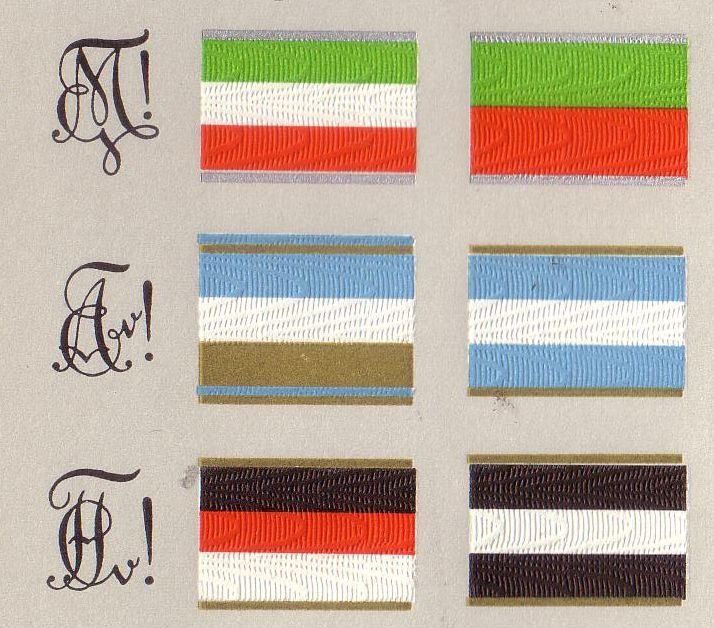
Brünner Corps

Der erste SC an der Deutschen Technischen Hochschule Brünn wurde am 1. November 1877 durch die Corps Marchia und Austria gegründet. Er bestand bis zur Suspension Austrias am 18. Mai 1880. Am 19. Januar 1903 gründeten Marchia und Frankonia den zweiten SC. Dieser wurde nach Kriegsunterbrechung durch die beiden Corps am 26. Juni 1919 wiederbegründet und am 5. Juli 1919 durch die rekonstituierte Austria auf drei Corps erweitert.
Am 20. September 1919 wurde der SC zu Brünn SC mit seinen drei Mitgliedscorps in den KSCV aufgenommen. Mit der Suspension der Austria am 20. Dezember 1924 hatte der SC wieder zwei Mitgliedscorps. Er trat am 27. Oktober 1933 wegen der Gleichschaltung und des Führerprinzips im Deutschen Reich 1933 bis 1945
aus dem KSCV aus und gründete mit dem SC zu Prag den Prager Senioren-Convents-Verband. Mit Errichtung des Protektorats Böhmen und Mähren suspendierten Marchia und Frankonia am 16. März 1939. Der SC zu Brünn hörte damit auf zu bestehen.

### Budapest
Seit Juli 2014 bildet das Corps Nassovia Budapest als einziges Corps in Budapest einen Senioren-Convent des KSCV.

#### Nassovia
Ihr Wahlspruch lautet: Amico pectus. Hosti frontem. und ihr Wappenspruch lautet: Gladius ultor noster! Die Burschenfarben sind dunkelblau-weiß-orange mit silberner Perkussion und ihre Fuchsenfarben sind dunkelblau-orange. Es werden dunkelblaue Studentenmützen und Kneipjacken getragen. Die meisten Budapester Nassauer sind Studenten der Semmelweis-Universität Budapest, der Universität der Wissenschaften Szeged und der Andrássy Universität.
An der Albert Szent-Györgyi Universität zu Szeged beginnen jedes Jahr ca. 120 Deutsche Medizin zu studieren. Unter ihnen fand sich 2007 eine Gruppe zusammen, die unter dem Namen „Szegediner Bierbarbaren“ gemeinsame Aktivitäten und regelmäßige Stammtische pflegte. Nach und nach entwickelte sich der Wunsch nach einer engeren Bindung untereinander und an den gewählten Studienort. 2009 besuchten zwei Alte Herren Kösener Corps die Gruppe in Szeged. Zwei Angehörige des traditionellen „Medizinercorps“ Nassovia Würzburg und des Corps Borussia Halle nahmen den Wunsch nach einem Corps auf und initiierten gegenseitige Besuche.
Acht Medizinstudenten stifteten am 15. März 2009 das freie Corps Nassovia Szeged. Das erste Corps Ungarns seit 1933 hat den gleichen Namen und die gleichen Farben wie Nassovia Würzburg.
Im Gegensatz zur Semmelweis-Universität bietet die Albert Szent-Györgyi Universität ihren deutschsprachigen Studiengang nur für die Vorklinik an. Da deshalb fast alle deutschen Studenten die Universität und die Stadt nach vier Semestern verlassen, wurde der aktive Betrieb zum Wintersemester 2012/13 nach Budapest verlegt. So konnten auch in Ungarn verbliebene Inaktive den Corpsburschen mit Rat und Tat zur Seite stehen. Die jährlich fast doppelt so hohe Zahl an deutschsprachigen Studienanfängern in Budapest verbessert die Aussicht auf guten Nachwuchs.
Das Corps benannte sich in Corps Nassovia Szeged zu Budapest um. Obwohl es in Ungarn keine Gegenpaukanten für Mensuren gibt, entschied das Corps sich 2012 für die Pflichtmensur und die Annäherung an den Kösener SC-Verband.

Mit der Neustiftung des Corps Nassovia Szeged zu Budapest als Corps Nassovia Budapest am 28. Juni 2014 an der Andrássy Universität durch drei Corpsbrüder, zwei Heidelberger Rhenanen, einen Würzburger Nassauer und einen Hallenser Preußen, zwei renoncierten Füchsen und einer Bandverleihung an einen Alten Herren des Corps Saxonia Leipzig konnte das Corps gemäß der Statuten des KSCV in eben diesen im Juli 2014 aufgenommen werden.

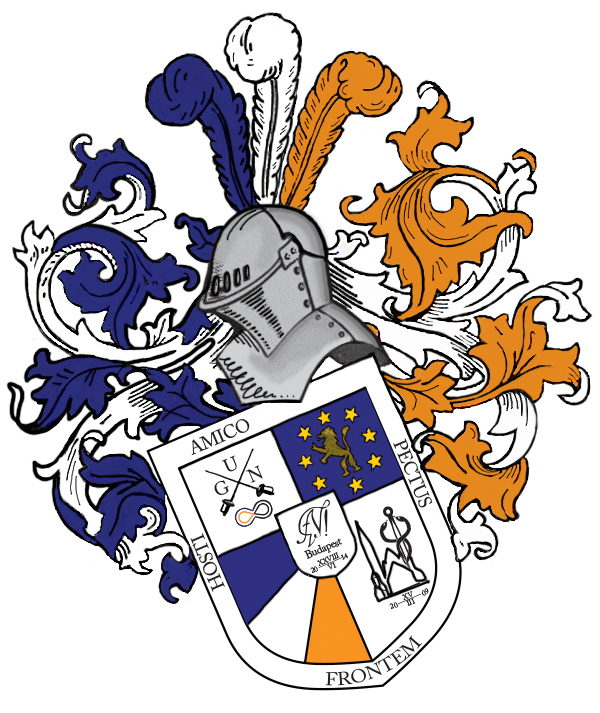
Wappen des Corps Nassovia Budapest
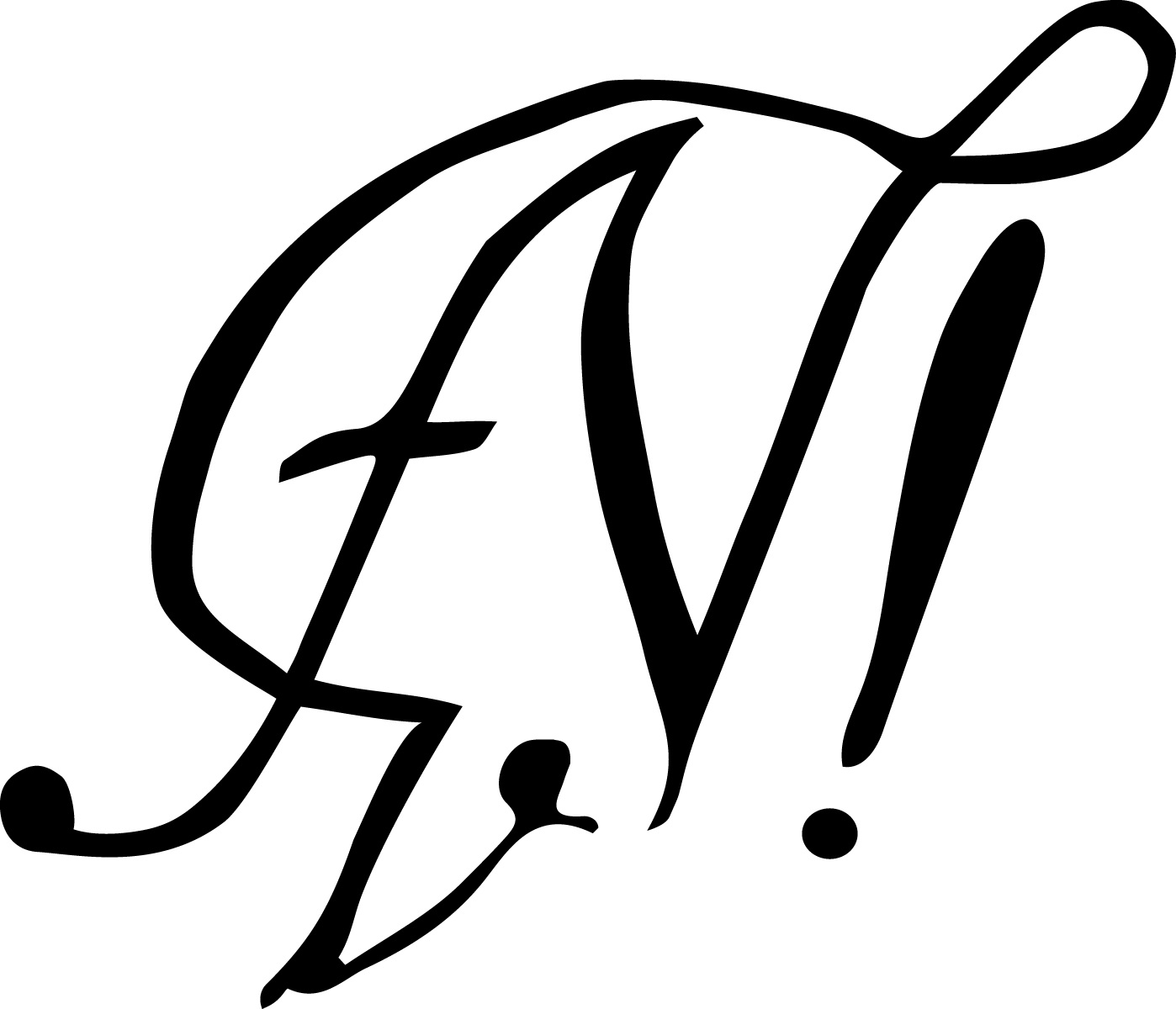
Zirkel des Corps Nassovia Budapest
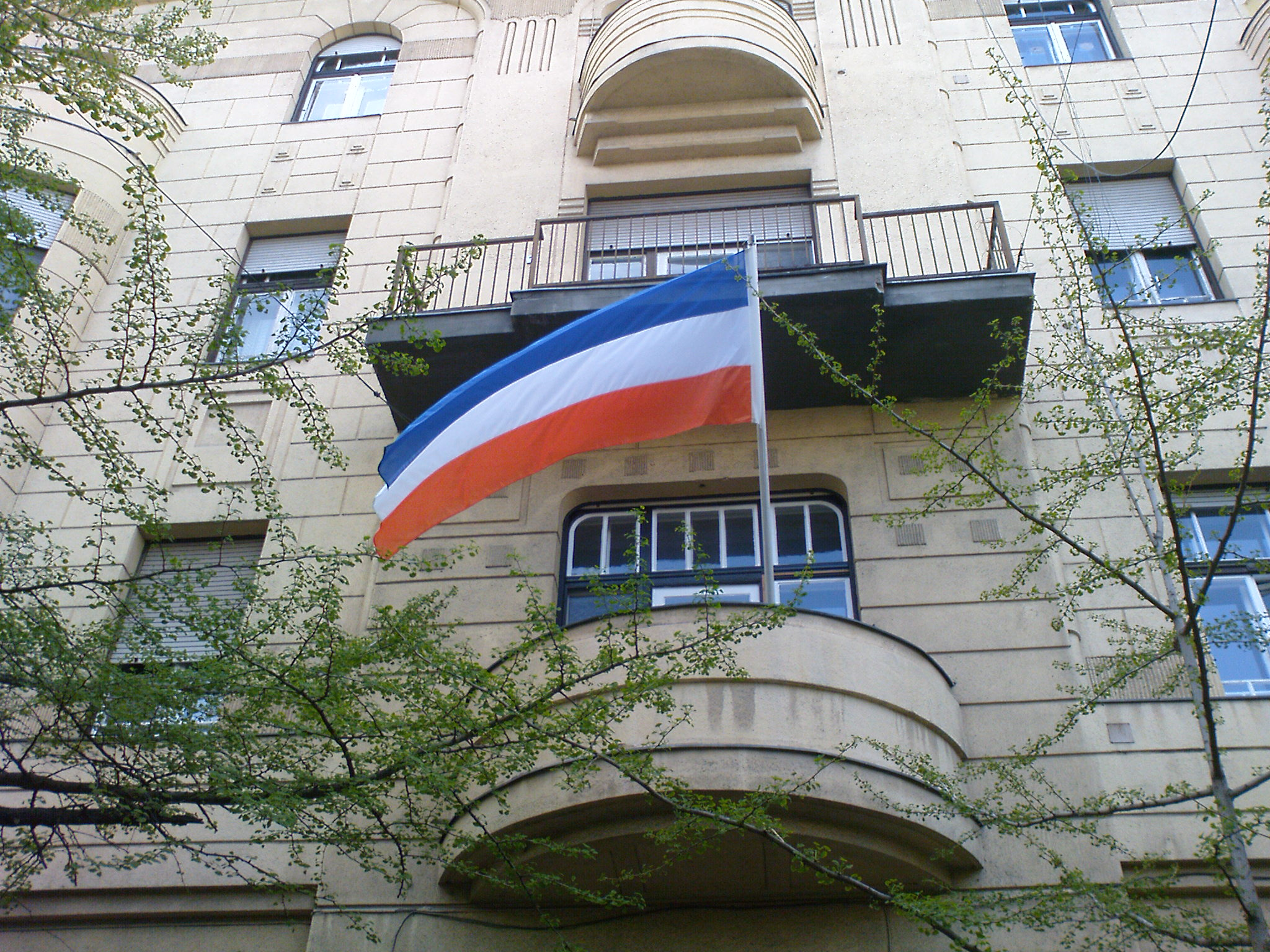
Nassovias Corpsetage in Szeged (2013)
Burschenfarben (links) und Fuchsenfarben (rechts) des Corps

### Cleveland
In Cleveland bestand bis 2001 ein SC:
- Brandenburgia-Berlin
- Teuto-Rugia

### Darmstadt
Die Technische Universität Darmstadt kennt nur Weinheimer Corps.
- Hassia Darmstadt
- Rhenania Darmstadt
- Franconia Darmstadt
- Obotritia Darmstadt
- Chattia Darmstadt

### Dresden
- Corps Altsachsen Dresden im WSC
- Corps Silvania Dresden im KSCV
- Corps Teutonia im WSC

### Düsseldorf
Seit dem 12. Mai 1962 bestand mit der Rekonstitution von Marchia Brünn an der Medizinischen Akademie ein Kösener Corps, jedoch zunächst als Mitgliedscorps des SC zu Köln. Nach Ausbau der Akademie zur Fakultät und Gründung der Heinrich-Heine-Universität Düsseldorf am 1. Januar 1966 wurde Düsseldorf durch oKC-Beschluss am 2. Juni 1966 eigenständiger SC mit Marchia als Einzelcorps. Mit der Suspension Marchias am 15. Juli 1991 hörte der SC zu Düsseldorf auf zu bestehen.

### Frankfurt am Main

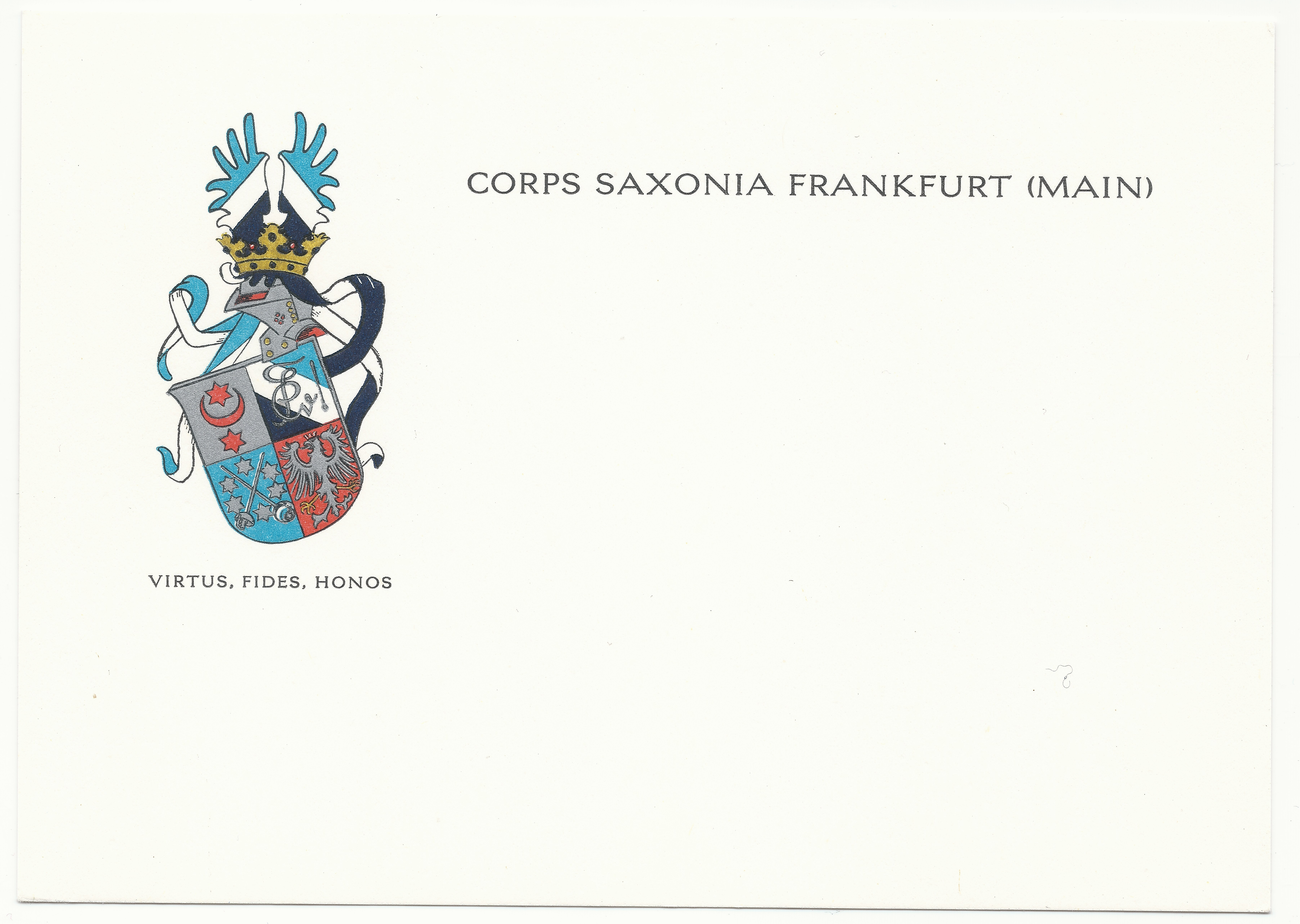
Couleurkarte von Saxonia

1921 gründeten Austria (1861, Prag) und Palaio-Alsatia (1880, Straßburg) den SC, der noch im selben Jahr in den KSCV aufgenommen wurde. Alt-Elsässer stifteten am 10. Dezember 1949 Saxonia Frankfurt. Sie war seit dem 3. Mai 1958 Nachfolgecorps der Hallenser Neoborussia, Saxonia und Teutonia und suspendierte am 15. Februar 1972.
Als eigenständige Corps gehörten Franconia-Jena von 1950 bis 1967, Saxonia-Leipzig vom 1. Dezember 1951 bis 1973, Neoborussia-Berlin zu Darmstadt von 1952 bis 1967 und Palaio-Alsatia von 1953 bis 1999 zum Frankfurter SC.
Heute bildet Austria als einziges Corps den SC zu Frankfurt am Main.
Korb. x,xx,xxx.

### Freiburg im Breisgau
Rhenania (1812) und Suevia (1815) gründeten im Juni 1815 den Senioren-Convent an der Albert-Ludwigs-Universität. Helvetia (1815) und Allemannia (1824–1832) wurden später in den SC aufgenommen.
Im Januar 1856 trat der SC dem KSCV bei. Das Corps Hasso-Borussia Freiburg wurde 1876 Mitglied des SC. Nach dem Ersten Weltkrieg wurde die Straßburger Alsatia 1919 in den SC recipiert. Sie suspendierte noch 1919 und rekonstituierte 1920 als Corps Palaio-Alsatia in Frankfurt am Main. Palatia Straßburg kam 1920 über Marburg in den Freiburger SC. Die Karlsruher Forstverbindung Hubertia wandelte sich am 27. November 1920 zum Corps Hubertia Freiburg und wurde am 2. Februar 1921 in den Freiburger SC aufgenommen. Palatia nahm 1952 Guestphalia Jena auf und wurde zum Corps Palatia-Guestphalia.
Korb. x,xx,xxx.

### Graz
1862 gründeten Joannea und Walhalla den technischen und Gothia und Tartarus den akademischen SC, dem sich Teutonia 1863 anschloss. Zum 1869 vereinigten SC trat 1894 Vandalia.
Korb. x,xx,xxx.

### Greifswald

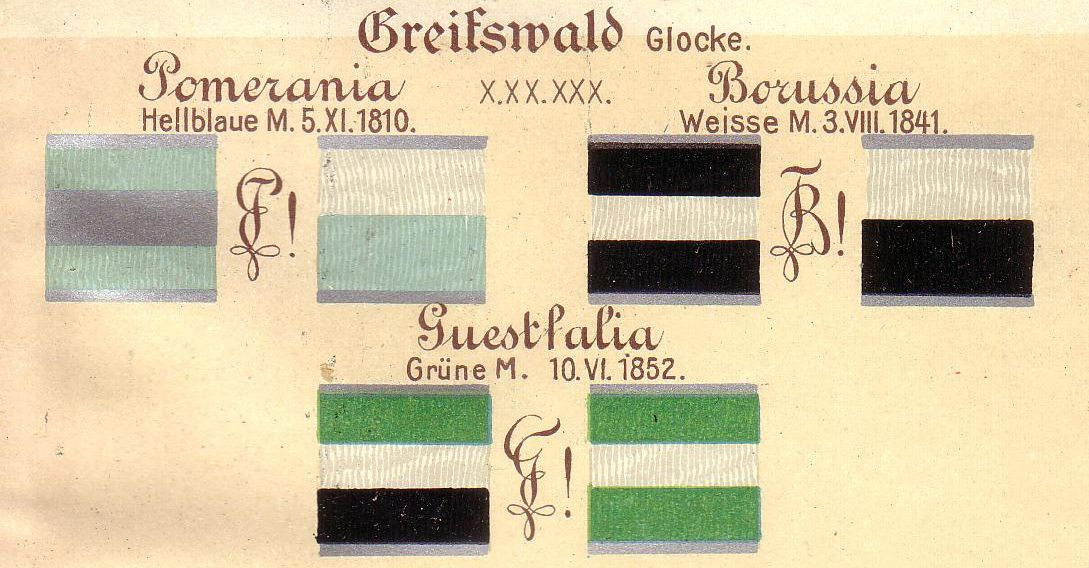
1912 / 2013

Pomerania (1810) und ihr Tochterbund Sueco-Pomerania (1813) gründeten 1813 den SC zu Greifswald. Mit Guestfalia (1837) und Borussia (1841) trat er 1856 dem KSCV bei. Die 1873 begründete Landsmannschaft Saxo-Rhenania hatte bei den anderen Greifswalder Bündern einen schweren Stand. Sie vertagte sich 1874 und entstand im selben Jahr neu als Landsmannschaft Baltia. 1875 trat sie dem Allgemeinen Landsmannschafts-Convent bei. Seine Krise und Auflösung trieben Baltia am 5. Juni 1878 als Corps in den SC zu Greifswald. Ihr Wahlspruch war „Timere nescio“. Sie suspendierte 1889 endgültig. Greifswalder Balten sind der Stifter Johannes Bühring und der Rechtsmediziner Paul Stolper. Die letzten Alten Herren traten 1924 zum Corps Vandalia Rostock über. Von 60 Greifswalder Balten in den Kösener Corpslisten 1930 sind 23 auch Rostocker Vandalen.
Glocke. x,xx,xxx.

### Hamburg

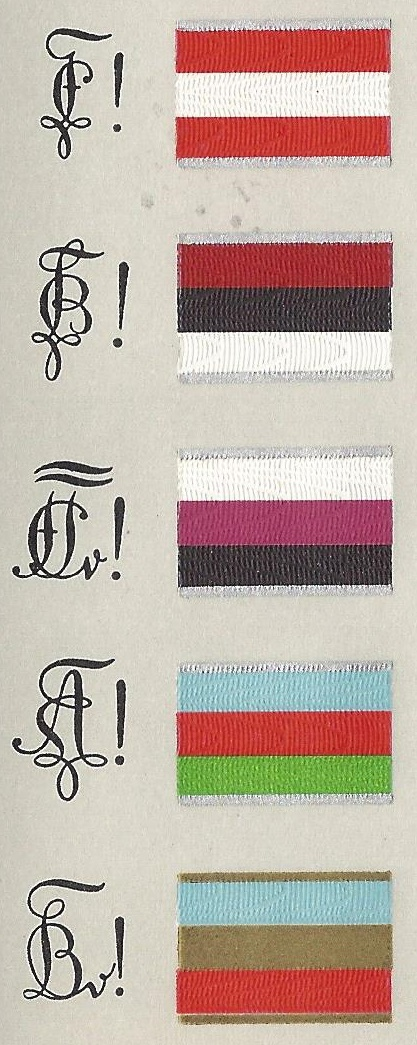
SC zu Hamburg (1952/53)

Der SC zu Hamburg entstand im Oktober 1919, als die suspendierten Pépinière-Corps Suevo-Borussia, Franconia und Saxonia an der neuen Universität Hamburg rekonstituierten. Der SC wurde am 26. Oktober vom Vorort in den KSCV aufgenommen. Saxonia ging 1930 an die Forstliche Hochschule Hannoversch Münden. Nachdem Suevo-Borussia und Franconia in der Nachkriegszeit den aktiven Betrieb wieder aufgenommen hatten, kamen Thuringia Jena am 6. Juni 1948 und Albertina am 12. März 1950 in den SC. Das Adolph-Woermann-Haus in unmittelbarer Universitätsnähe diente ihm als Corpshaus. Am 23. Oktober 1951 folgte Normannia Berlin für anderthalb Jahre. Lusatia Breslau tat sich am 9. Mai 1952 im Woermann-Haus wieder auf. Die argumentative Überlegenheit des SC im Allgemeinen Studierendenausschuss endete mit der Aufgabe des gemeinsamen Hauses. Als erste Korporation Deutschlands verlegte Thuringia 1990 zurück in die Deutsche Demokratische Republik. Albertina und Concordia Rigensis bilden den heutigen SC zu Hamburg. Die beiden Corps rekrutieren sich aus Studenten der Universität Hamburg und der Helmut-Schmidt-Universität/Universität der Bundeswehr Hamburg. Die Weinheimer Corps Rhenania Hamburg und Irminsul sind dem Hannoveraner SC beigeordnet.

#### Albertina
Die Mitglieder des Corps werden Albertiner genannt. Der Name bezieht sich auf die Albertus-Universität Königsberg. Albertina führt die Traditionen von drei Corps im Königsberger Senioren-Convent fort.
Seine Farben hat Albertina von ihren Gründercorps: Hellblau von Baltia, zinnrot von Hansea und hellgrün von Littuania. Die Perkussion ist silber. Dazu wird eine weiße Tellermütze getragen. Die Füchse tragen das Band mit den Farben in umgekehrter Reihenfolge (wie sonst nur Masovia). Der Otto von Bismarck zugeschriebene Wahlspruch lautet In trinitate robur. Das Studentenwappen vor gekreuzten Korbschlägern im Hermelinmantel ist durch ein Deutschordenskreuz geviert. Heraldisch links zeigt es eine Hansekogge (Baltia und Hansea) und den steigenden Littauerschimmel; rechts sind Albertinas Farben und der Albertus. Der Zirkel zeigt ein A für Albertina, verschlungen mit den Buchstaben v, c und f für Vivat crescat floreat Albertina.
Das Corps wurde am 12. März 1950 von neun Balten, fünf Hanseaten und acht Litauern gegründet. Im Januar 1950 gehörte Albertina zu den 22 Corps, die sich in der „Interessengemeinschaft“ zusammenschlossen und die Wiederbegründung des KSCV 19. Mai 1951 vorbereiteten. Obwohl „Littuania im AHV der Albertina quantitativ weit dominierte“ (und die Nachfahren der Littauer bis heute viel zahlreicher sind als die der Balten), betrieben Fritz Milenz, sein Konabiturient und Kriegskamerad Ernst-Georg Pantel und der Balte Eberhart Muntau als Senior den Anschluss des Corps an den grünen Kreis; denn in Hamburg war der schwarze Kreis mit Thuringia Jena (und Normannia Berlin) „besetzt“ und Littuania war an das süddeutsche Kartell gebunden. Die ehemaligen Mitglieder der drei Gründercorps wurden ebenfalls Mitglieder des Corps Albertina und leben dort die Tradition fort.
1951/52 führte Albertina über 17 Monate die Vorortgeschäfte des KSCV. Pantel leitete zwei Kösener Congresse und leistete mit der Albertina einen wichtigen Beitrag zum weiteren Bestehen des Kösener Senioren-Convents-Verband nach dem Krieg.
Baltia, Hansea und Littuania erloschen beim Kösener Congress 2001. Die drei erloschenen Gründercorps sind immer noch prägend für Albertina und bestehen real fort.
Zunächst trafen sich die Albertiner im Adolph Woermann-Haus beim Dammtor und in der Alten Börse. 1956 wurde das Corpshaus in Pöseldorf erworben, für 30.000 Deutsche Mark.
Fünf Albertiner stifteten 1997 das Corps Hansea Bremen mit den Farben rot-weiß-schwarz. Auf sie wurden drei Mensuren gefochten. An der „Marx und Moritz-Universität“ war dem Corps kein langes Leben beschieden.
Das Corps Albertina gehört zu den Unterzeichnern des Hamburger SC-Comments. Der Hamburger Senioren-Convent besteht heute aus Albertina und dem Baltencorps Concordia Rigensis. Albertina unterhält offizielle Beziehungen zu Corps Borussia Breslau zu Köln und Aachen, Corps Hasso-Borussia Freiburg, Corps Guestphalia Halle, Corps Guestphalia Berlin, Corps Franconia München, Corps Franconia Jena, Corps Rhenania Würzburg und zum Corps Palaiomarchia-Masovia Kiel ein Traditionsverhältnis.
Bekannte Albertiner sind Christoph Aschmoneit, Michael Behrendt, Hans-Ulrich Brand, Eduard Hinze, Siegfried Hoffheinz, Curt Furbach, Hans-Werner Janz, Hans Loeffke, Konrad Manthey, Bruno Moeller, Johannes Muntau, Friedrich Ossig, Dirk Walther Oetting, Ernst-Georg Pantel, Hans-Joachim Priester, Siegfried Schindelmeiser, Lothar Selke, Horst Uffhausen und Herbert Ziemer. Mit der Klinggräff-Medaille des Stiftervereins Alter Corpsstudenten wurden ausgezeichnet R.-C. Gebel (1993), J. Angerer (1998) und Matthias Fuchs (2011).

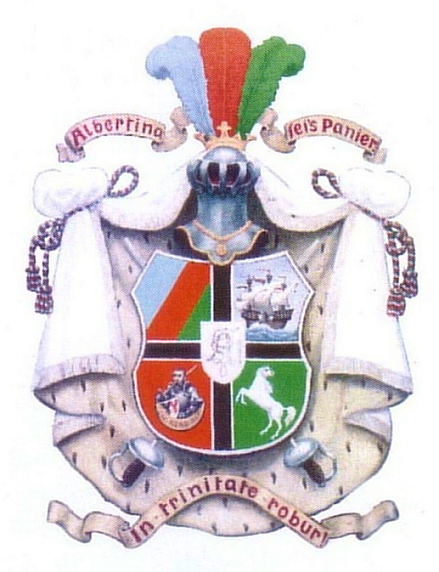
Wappen des Corps Albertina
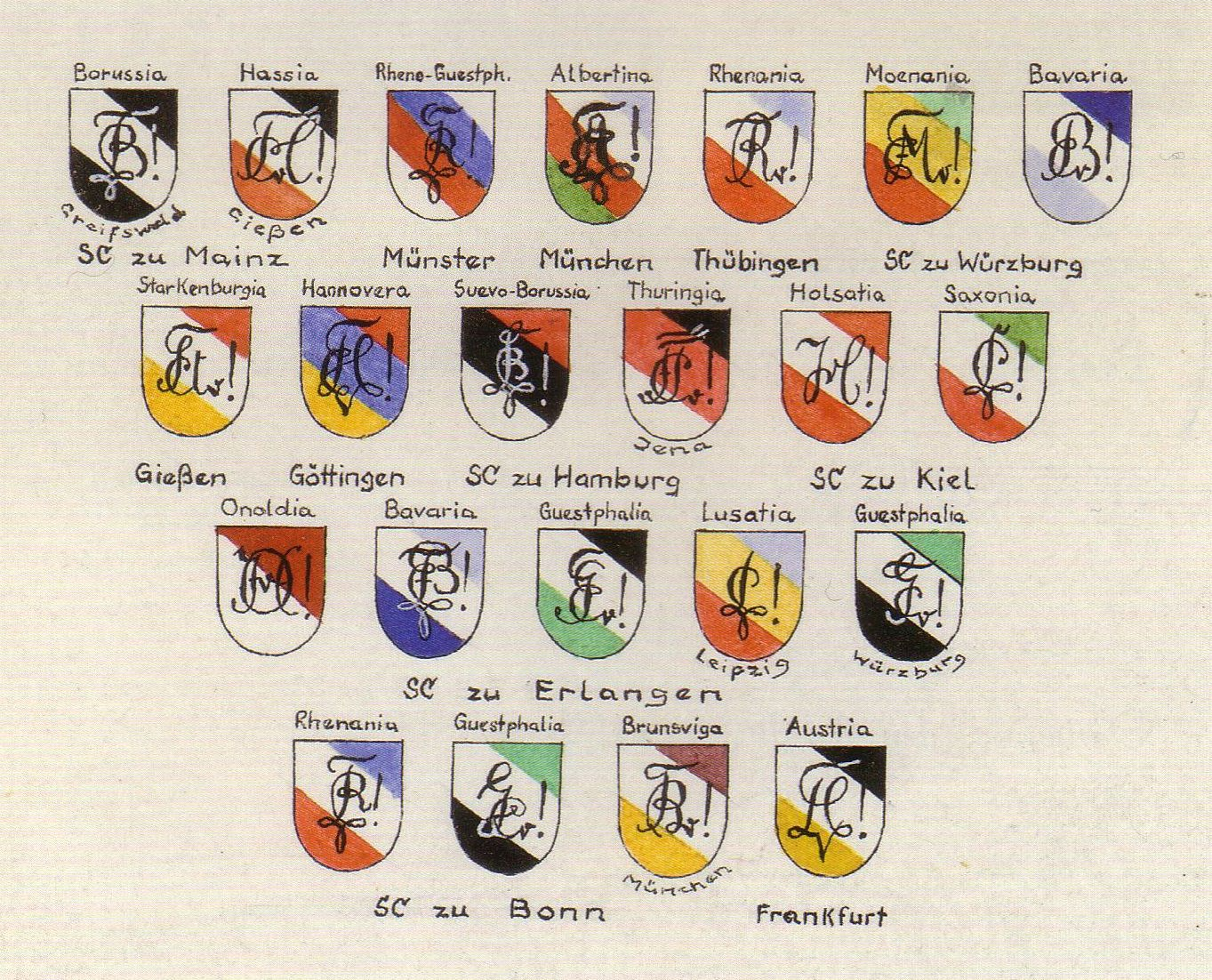
Albertina in der IG
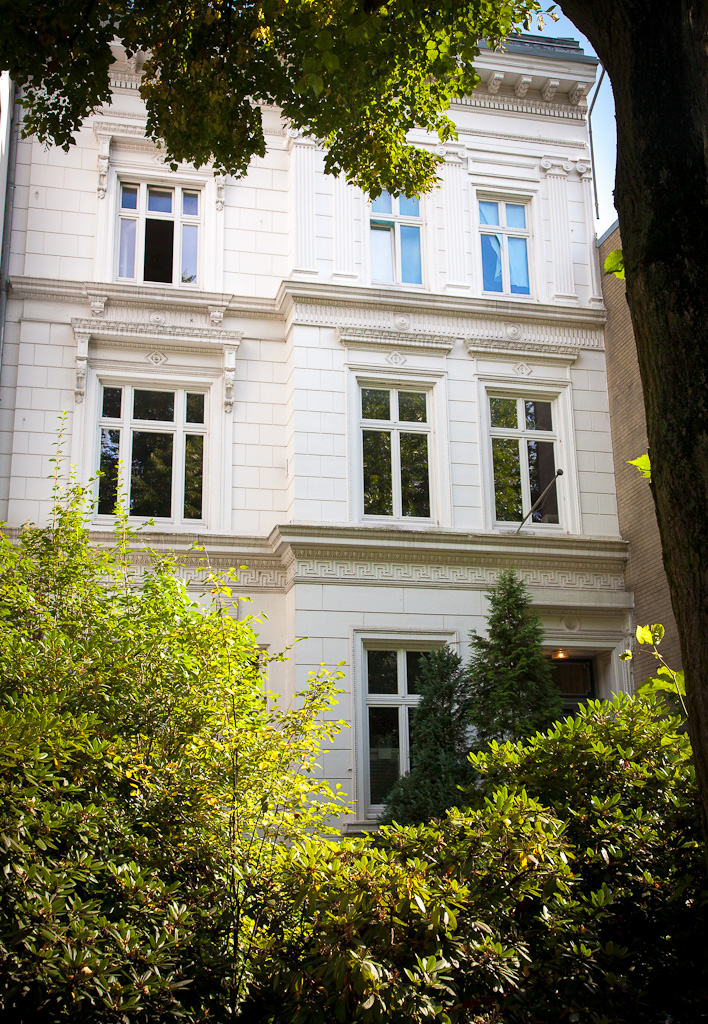
Albertinas Corpshaus in der Magdalenenstraße
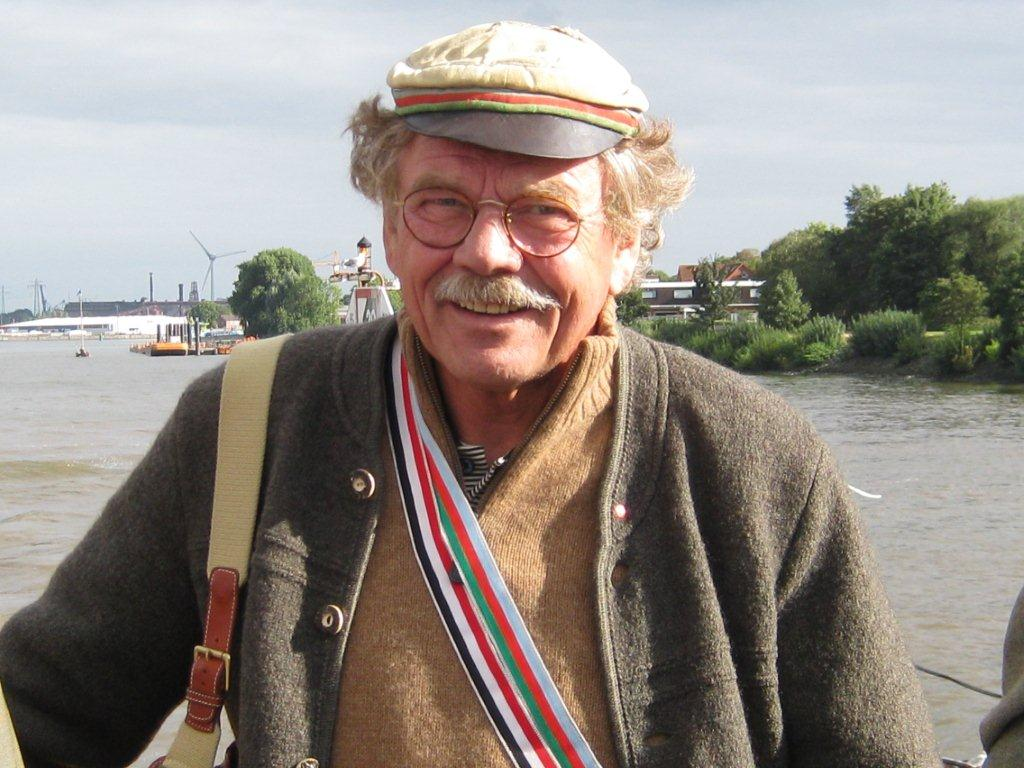
Schaal Albertinae, Hanseae Bremen

Korb. x,xx,xxx.

### Hannover
An der Gottfried Wilhelm Leibniz Universität Hannover sind die Weinheimer Corps Saxonia, Slesvico-Holsatia, Normannia, Hannovera und Hannoverania akkreditiert.

### Hannoversch Münden
Das Pépinière-Corps Saxonia rekonstituierte 1930 in Hannoversch Münden. Der Corpsburschen-Convent suspendierte am 1. November 1935.

### Innsbruck

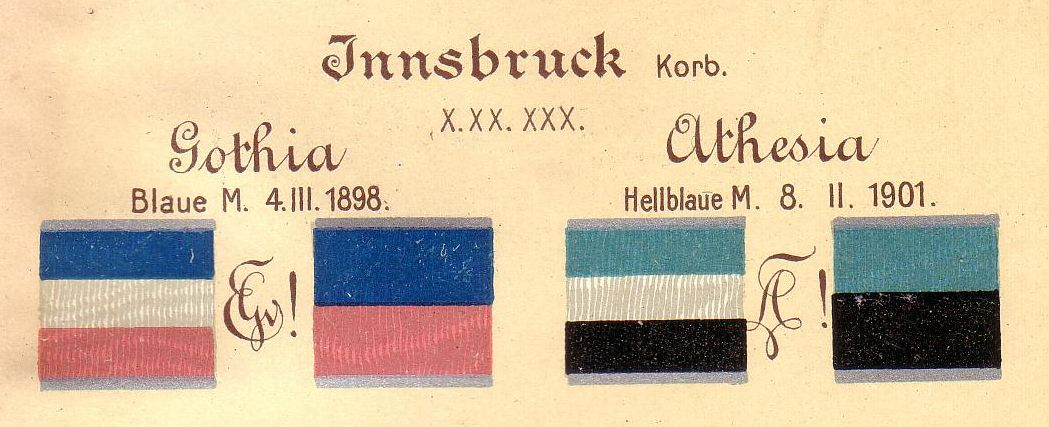
SC zu Innsbruck – seit 2002 wieder ohne Rhaetia

Rhaetia, Athesia und Chattia gründeten 1862 den SC. Dem KSCV traten Gothia 1870 und der SC 1902 bei. Rhaetia verlegte 2002 nach Augsburg. Aktuell besteht der SC aus Athesia und Gothia.
Korb. x,xx,xxx.

### Jena

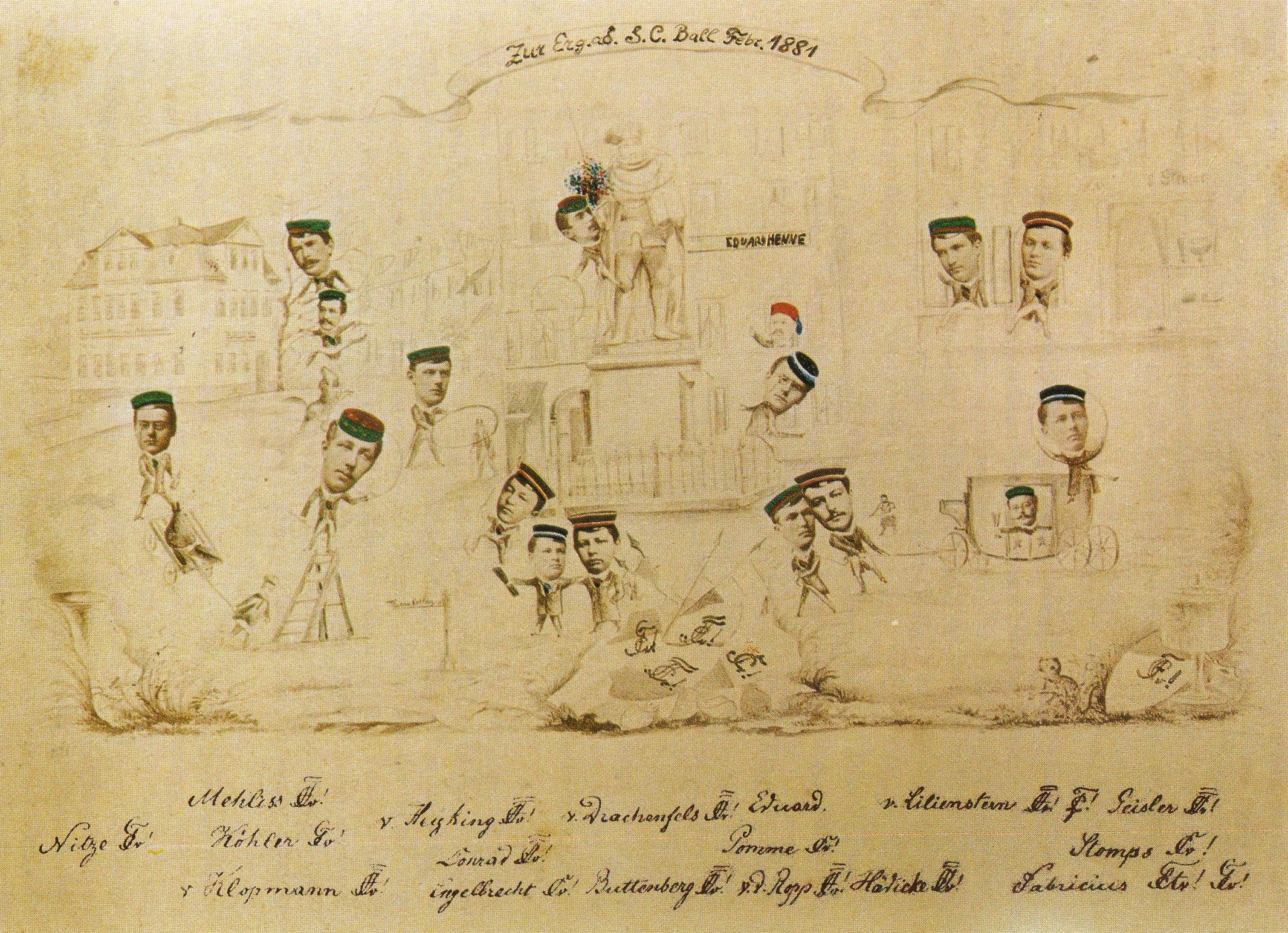
SC-Ball in Jena (1881)

1809/10 gründeten die alten Landsmannschaften Saxonia, Guestphalia, Franconia und Thuringia den SC, der 1848 zu den Gründern des KSCV gehörte. Thuringia kehrte 1990 als erstes Corps in die noch bestehende Deutsche Demokratische Republik zurück. 1993 folgte Saxonia aus Bonn. Guestphalia Jena fusionierte 1952 mit Palatia Straßburg zum Corps Palatia-Guestphalia. Nach siebzehn Jahren in Frankfurt am Main ging Franconia Jena 1967 nach Regensburg.
Korb. xxx,xx,x. Farbenzählung von unten.

### Karlsruhe

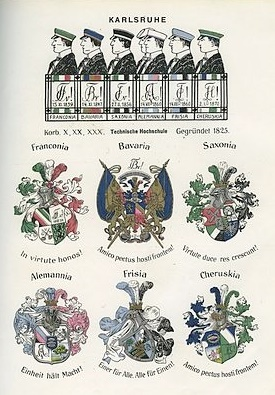
Karlsruher Corps in der WSC-Chronik 1927

Das Polytechnikum zu Karlsruhe wurde 1825 gegründet und umfasste im Wesentlichen die sogenannten Fachschulen für Architektur, Maschinenbau, Forst-, Ingenieur- und Postfach und ebenso einen Vorbereitungskursus, die „mathematischen Klassen“. Die Studenten am Polytechnikum fielen durch ihr raues und rüpelhaftes Benehmen auf, so dass in Karlsruhe eingeschriebenen Corpsstudenten aus Gießen und Heidelberg mit der Gründung der Corps Abhilfe schaffen wollten. Dazu gründeten fünf Corpsstudenten und Gleichgesinnte das Corps Franconia. Es war die erste Studentenverbindung in Karlsruhe und die erste studentische Verbindung an einer technischen Hochschule überhaupt.
Die ersten Corps waren:
- Franconia, 1839 grün-weiß-rot mit grünen Mützen
- Palatia, 1840, rot-weiß-gold mit roten Mützen
- Nassovia, 1842, blau-weiß-orange mit weißen Mützen
- Rhenania, 1844
- Vandalia, 1846
- Bavaria, 1847, zunächst mit roten Mützen

Am 4. Dezember 1839 wurde der erste SC gebildet. Er wurde aber zeitweilig wieder aufgelöst, meistens infolge von Streitigkeiten, zuerst zwischen Franconia und Palatia, später (Ende 1847) zwischen Franconia, Nassovia und Bavaria. Während der Jahre 1854/55 verschwanden die Korps von der Bildfläche und wurden auch verboten. 1854 entstand ein neuer SC zwischen Franconia und Bavaria, ohne dass Farben getragen wurden. 1854/55 veränderten die Bayern ihre Mützen in blau, weil diese Farbe weniger auffällig war. Die Zeiten waren sehr ungünstig. Im Jahr 1855 löste sich der SC wieder auf, und alle Beziehungen zwischen den beiden Korps wurden abgebrochen.
- Saxonia, 1856
- Borussia 1857 bis 1858
- Alemannia, 1860, von aus Hannover kommenden Studenten als Landsmannschaft gegründet (1859) und 1860 in den SC aufgenommen

Pfingsten 1864 wurde der erste ASC in Weinheim abgehalten durch die SC von Karlsruhe, Zürich, Stuttgart und Hannover und der WSC gegründet.
- Frisia, 1886, wurde 1884 von Mitgliedern der früheren Landsmannschaft Teutonia aus Zürich gegründet als Landsmannschaft

Von diesen bestehen heute noch:
- Corps Franconia Karlsruhe
- Corps Saxonia Karlsruhe
- Corps Alemannia Karlsruhe
- Corps Friso-Cheruskia Karlsruhe

Korb. x,xx,xxx.

### Kiel
Der SC zu Kiel wurde 1829 von Holsatia (1813) und Slesvicia gegründet. Dem KSCV traten Holsatia 1859 und der SC 1865 bei. Saxonia (1838) war infolge der Schleswig-Holsteinischen Erhebung zehn und wegen des Deutsch-Französischen Krieges zwanzig Jahre suspendiert. 1882 renoncierten die Rostocker Corps Borussia und Saxonia II bei Holsatia. In der Nachkriegszeit kam Borussia Breslau bei ihrem Kartellcorps Holsatia unter. 1950 wurde von den heimatvertriebenen Corps Palaiomarchia und Masovia in „gemeinsamer Rekonstitution“ unter Aufnahme des Collegium Albertinum als Corpsburschen-Convent das neue Corps Palaiomarchia-Masovia gegründet. Nach den von diesem unterstützten Rekonstitutionen ihrer Gründercorps Palaiomarchia in Halle (1991) und Masovia in Kiel (1997) nahm der SC die rekonstituierte Masovia am 8. Februar 2000 als viertes Corps auf und bewahrte sie damit vor dem Untergang.
Korb. x,xx,xxx.

### Köln
Friso-Luneburgia kam 1920 von der Georg-August-Universität Göttingen an die neue Universität zu Köln und gründete den SC, der die RWTH Aachen einschließt. 1921 folgte die an der Handelshochschule Köln ansässige Hansea. 1951/52 kamen die Kösener Corps aus Breslau hinzu: Borussia Breslau (1819) nahm 1954 auch – seit 2004 ausschließlich – in Aachen den aktiven Betrieb auf. Lusatia Breslau (1832) fusionierte 1993 mit Lusatia Leipzig. Marcomannia Breslau (1864) war ebenfalls in Aachen und bis 1965 in Köln; seit 2007 war sie suspendiert und fusionierte 2019 mit ihrem Kartellcorps Borussia Tübingen. Corps Silesia Breslau war ebenfalls von 1950 bis 1996 in Köln aktiv, bevor es nach einer Suspensionsphase seit 2000 den Senioren-Convent zu Frankfurt (Oder) bildet. Seit 1996 bildet das Corps Hansea Köln daher allein den SC zu Köln.

#### Hansea
Hansea ist die erste Kölner Korporation und vereint Studenten und Alumni der Universität zu Köln. Die Corpsmitglieder werden Kölner Hanseaten genannt. Hansea hat die Farben rot-weiß-gold mit goldener Perkussion. Dazu wird eine weiße Studentenmütze getragen. Die Füchse tragen ein Fuchsenband in rot-weiß, ebenfalls mit goldener Perkussion. Der Wahlspruch lautet Tapferkeit macht Sieger, Eintracht unbesiegbar!
Das Corps Hansea wurde am 23. Mai 1901 von Studenten an der Handelshochschule Köln als Akademische Verbindung Hansea gegründet. Sie war die erste farbentragende Verbindung Kölns. Hansea bekannte sich von Beginn an zum Grundsatz der unbedingten Satisfaktion und schlug seit dem Sommersemester 1902 Bestimmungsmensuren mit der später an die Universität Frankfurt am Main übergesiedelten Akademischen Verbindung Salia an der Handelshochschule, mit der sie ein regelmäßiges Paukverhältnis einging. Seit Sommersemester 1903 bestand auch ein Paukverhältnis mit der Akademischen Verbindung Ubia.
Als alle Aktiven mit Ausbruch des Ersten Weltkrieges ins Feld rückten, wurde der aktive Betrieb unterbrochen. Wiedereröffnet wurde er im Sommersemester 1917, als einige verwundete Hanseaten zur Hochschule zurückkehrten. Mit der Umwandlung der Handelshochschule in die Wirtschafts- und Sozialwissenschaftliche Fakultät der neugegründeten Universität Köln (1919) wurde Hansea zu Beginn des Sommersemesters Universitätsverbindung. Am 18. Februar 1921 erfolgte der Beitritt zum Kösener Senioren-Convents-Verband (KSCV).
Nach Auflösung des KSCV im Herbst 1935 stellte Hansea den Aktivenbetrieb ein. Die Altherrenschaft unterstützte ab 1929 die SC-Kameradschaft Eugen Zintgraff, die gemeinsam von den früheren Corps Hansea und Suevia-Straßburg zu Marburg gebildet wurde. Als Suevia ab Ende 1941 eine eigene Kameradschaft in Straßburg unterstützte, löste sie sich auf. Die verbliebenen Hanseaten gründeten eine neue Kameradschaft, die ab 1944 dem Namen Kölner Hanse führte. Sie war ursprünglich nach den Vorgaben des NSDStB organisiert, nahm aber nach und nach Tradition und Brauchtum des Corps an. Mensuren wurden nicht gefochten.
Hansea war 1954 präsidierendes Vorortcorps im KSCV und stellte mit Dieter Bühring den Vorsitzenden des ersten oKC in Würzburg.
Bekannte Kölner Hanseaten sind: Klaus Beckmann, Fritz Berg, Ernst Eggers, Hermann Fischer, Dieter Fricke, Harry Güthert, Alfred Herrhausen, Karl Kaiser, Etienne Lorck, Gunter Pleuger, Ronaldo Schmitz, Karl Ludwig Schweisfurth, Herbert Siegmund und Friedrich Wilhelm Georg Voss.
Korb. x,xx,xxx.

### Konstanz

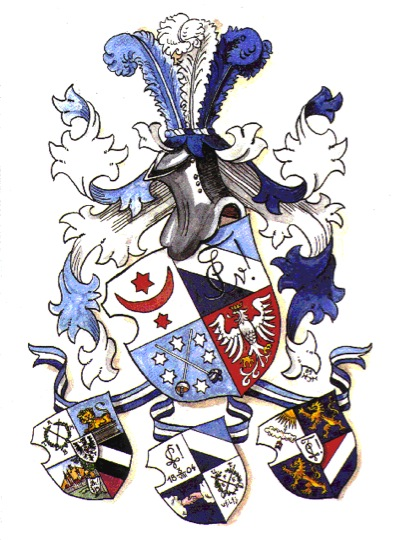
Saxonia Konstanz

Saxonia Frankfurt am Main begründete 1984 den SC und erhielt im selben Jahr SC-Rechte.
Glocke. x,xx,xxx.

### Landshut
In der Zeit von 1806 bis 1814 bestanden an der Universität Landshut die Landsmannschaften der Bayern, Schwaben, Franken, Pfälzer und Tiroler.

### Leoben
Tauriscia und Montania I gründeten 1862 den SC. Mit Montania (1872) und
Schacht (1874) wurde er erst nach dem Ersten Weltkrieg in den KSCV aufgenommen. 1935 kam Erz hinzu.

#### Montania

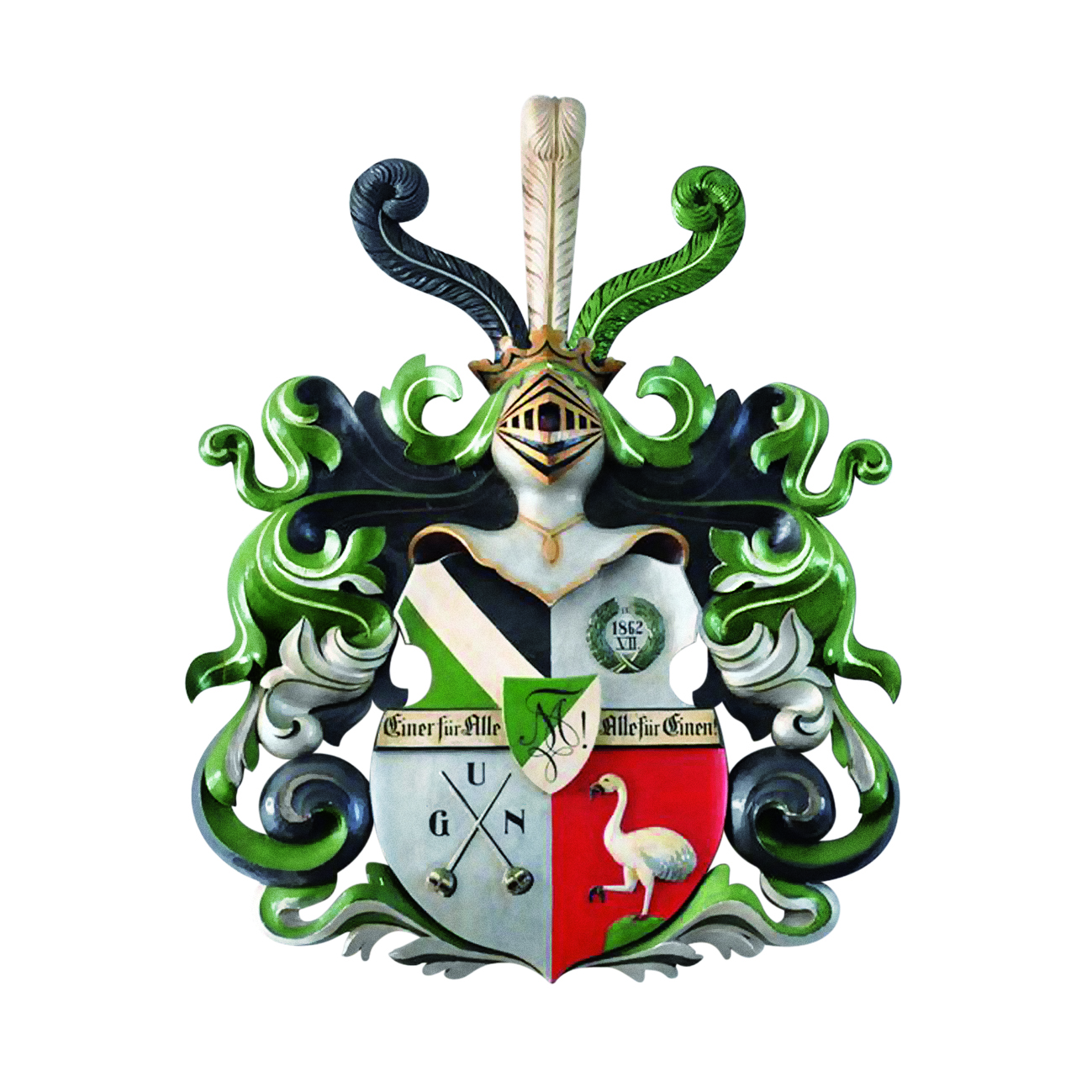
Wappen des Corps Montania Leoben

Montania entstand aus Mitgliedern des Corps Schacht. So traten am 13. Juli 1862 8 Mitglieder bei Schacht aus und gründeten das Corps Montania. Die Farben waren damals schwarz-grün-weiß mit silberner Perkussion. Dazu wurde eine grüne Mütze getragen.
Bereits im Juli 1866 musste Montania aufgrund der Spannungen zwischen Österreich und Preußen suspendieren. Die Rekonstitution erfolgte am 6. November 1872 durch Unterstützung des Corps Norica zu Graz. 1874 wurden die Farben auf schwarz-weiß-grün geändert, welche auch heute wieder genutzt werden.
Korb. x,xx,xxx.

### Linz
Alemannia Wien verlegte 1981 von Wien nach Linz und erhielt 1982 SC-Rechte.
Korb. x,xx,xxx.

### Löwen
Seit 2016 renoncierte das Corps Flaminea Löwen beim Vorort des KSCV. Der oKC 2017 hat die Deutschklausel der Kösener Statuten angepasst und die Aufnahme des Löwener Corps in den KSCV beschlossen. Seitdem bildet das Corps Flaminea Löwen als einziges Corps in Löwen einen Senioren-Convent des KSCV.

#### Flaminea
Als einzige schlagende, sogar pflichtschlagende, Studentenverbindung in den Beneluxländern ist das Corps seit 2017 Teil des KSCV. Ihre Corpsmitglieder werden als Flamen bezeichnet.
Dass es flämischen Studenten überhaupt möglich war, sich einer fremden, wiewohl verwandten Verbindungsform zuzuwenden, lag wohl daran, dass Löwens Universität 1968 in die flämische Katholieke Universiteit Leuven und die wallonische Université catholique de Louvain aufgespaltet worden war. Das hatte nicht nur den Drang zu politisch orientierten Verbindungen, sondern auch den Einfluss der katholischen Kirche auf das Alltagsleben der Studenten gemindert.
Siehe auch: Geschichte der Universitäten zu Löwen und Studentenverbindungen in Belgien
Das alte und traditionsreiche Löwen liegt an der Grenze zwischen der germanischen und der lateinischen Welt. Infolge kultureller Affinitäten, Sympathie, akademischer Beziehungen, aber auch stark beeinflusst vom Katholizismus, war das flämische Studentenleben eher „germanisch“ orientiert. „Des ewigen Streits zwischen politischen und religiösen Organisationen und der korporationsähnlichen Clubs mit ihrem Mangel an Substanz, Disziplin und Tradition überdrüssig“, entstand das Bedürfnis nach einer deutschen Korporationsstruktur.
Zehn Löwener Studenten gründeten am 18. November 1989 die neue Verbindung. Als Farben von Mützen und Bändern wurde blau-weiß-gelb gewählt. Blau und Weiß sind die Farben der Universität Löwen, Weiß ist die Hintergrundfarbe von Löwen und Gelb die Hintergrundfarbe von Flandern.
Während Löwener Korporationsstudenten ohne Comment und Kleiderordnung feiern, war es bei Flaminea von Anfang an üblich, bei Kneipen Anzüge zu tragen. Es wird diszipliniert geredet, gesungen und getrunken. Die ersten corpsstudentischen Kontakte ergaben sich Anfang der 1990er Jahre zu Lusatia Breslau in Köln.
Siehe auch: Belgische Studentenverbindungen nicht-deutscher Tradition
Von den Aktiven selbst finanziert wurde das erste Paukzeug gekauft. Ein Phantom wurde gebaut. Die Kontakte mit deutschen schlagenden Verbindungen wurden erweitert, zum Corps Rheno-Nicaria Mannheim im Weinheimer Senioren-Convent und zur Landsmannschaft Teutonia Heidelberg im Coburger Convent. Am 1. April 1994 fand ein internationaler Pauktag in einem Gasthaus in Löwen (mit stumpfen Klingen) statt. Im Sommer desselben Jahres verabschiedete ein Allgemeen Convent (AC) die erste Constitution. Die Idee einer schlagenden Studentenverbindung mit akademischem und Toleranzprinzip, mit Ordnung, Disziplin und ordentlichem Benehmen, nahm Gestalt an.
Am 10. Februar 1996 gründeten acht Alte Herren ein Philisterium. Im Wintersemester 1996/97 wurde Flaminea von zwei Leipziger Thüringern aus Saarbrücken besucht. Der eine beschaffte gebrauchtes Paukzeug von der Burschenschaft Germania Saarbrücken, was die ersten Paukstunden ermöglichte. Aus praktischen Gründen wurde der Saarbrücker Paukkomment übernommen. Zur Semesterantrittskneipe am 7. März 1997 kamen wieder Leipziger Thüringer mit dem Paukzeug der Burschenschaft Germania.
Die ersten scharfen Partien wurden am 12. Dezember 1997 auf dem Haus der Cimbria Königsberg zu Saarbrücken unter dem Waffenschutz des Corps Thuringia Leipzig zu Saarbrücken gefochten. Mehrere Partien von aktiven Burschen und Alten Herren folgten bald.
Im Juni 1995 wurde das spätere Corpshaus in der Brabançonnestraat aus privaten Mitteln gekauft. Die während des Umbaus und der Renovierung fortgeführten Kneipen und Professorenvorträge brachten neue Mitglieder. Der Allgemeen Convent eröffnete das Haus offiziell erst am 24. Januar 1997. Auf demselben Convent wurde beschlossen, dass Flaminea eine fakultativ schlagende Verbindung werden sollte. Das wies auf das Ziel einer pflichtschlagenden Korporation und war ein völliger Bruch mit der katholischen Tradition der Stadt. Eine Verbindung mit eigenem Haus und allen Möglichkeiten korporativen Lebens war für Löwen neu und erwies sich als Erfolg. Das Sommersemester schloss mit dem 150. Stiftungsfest der Thuringia Leipzig zu Saarbrücken vom 3. bis 7. Juli 1997. Nach Fertigstellung des Hauses stand die innere Organisation im Brennpunkt: neue Mitglieder, Finanzen und Corpsdisziplin.
2001 wurde der Verhältnisvertrag mit dem Kösener SC-Verband abgeschlossen, zwei Jahre später die Pflichtmensur eingeführt. Ein offizielles Vorstellungsverhältnis mit dem Corps Nassovia Würzburg wurde 2009 vereinbart.
Anfangs wollten Flamineas Gründungsväter nur eine mehr auf Toleranz, Disziplin und Benehmen bedachte Verbindung schaffen. In Flandern wurde eine neue traditionelle und straffer organisierte Verbindung begrüßt; aber eine schlagende Verbindung ging vielen zu weit. Zwischen 2007 und 2009 stand Flaminea (wie auch traditionelle regionale Clubs) vor der Suspension; denn eine individualistische und verwöhnte Jugend sah keinen Sinn in einer Korporation. Das scheint sich unter dem Eindruck der Wirtschafts-, Finanz- und Gesellschaftskrisen zu ändern.
Bei den vielen Kontakten mit ganz unterschiedlichen deutschen Korporationen – katholischen CV-Verbindungen, Burschenschaften, Landsmannschaften – hatten die Corps auf Flaminea den besten Eindruck gemacht, obwohl diese sich distanziert gegenüber dem flämischen Neuling gezeigt hatten.
Im November 2011 hatte Flaminea vier aktive Corpsburschen, drei Inaktive, elf Füchse (nach flämischer Tradition zu viele) und 28 Alte Herren, davon sieben Mehrbändermänner. Mit Jänner 2013 ist der Bestand auf 12 aktive Corpsburschen, drei Füchse und 5 Inaktive angewachsen. Darunter ist ein Mehrbändermann. Die Zahl der Alten Herren blieb unverändert. Bei Flaminea sind Biernamen üblich. Von 2015 bis 2017 stand das verbandsfreie Corps im Vorstellungsverhältnis zum Kösener SC-Verband.

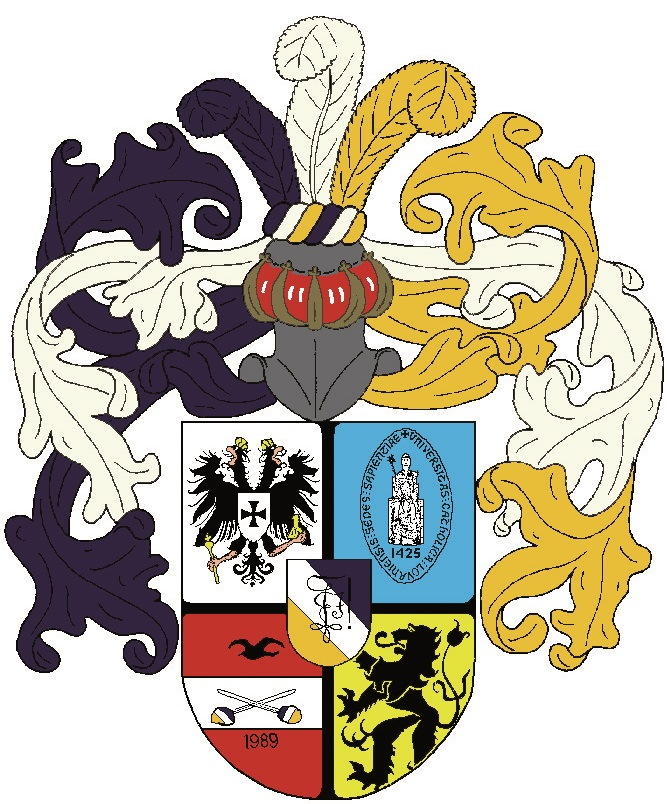
Wappen des Corps Flaminea
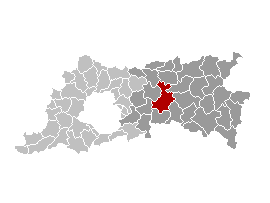
Löwen/Leuven in Belgien
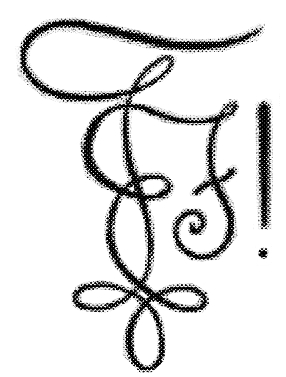
Zirkel des Corps
Burschenfarben des Corps Flaminea
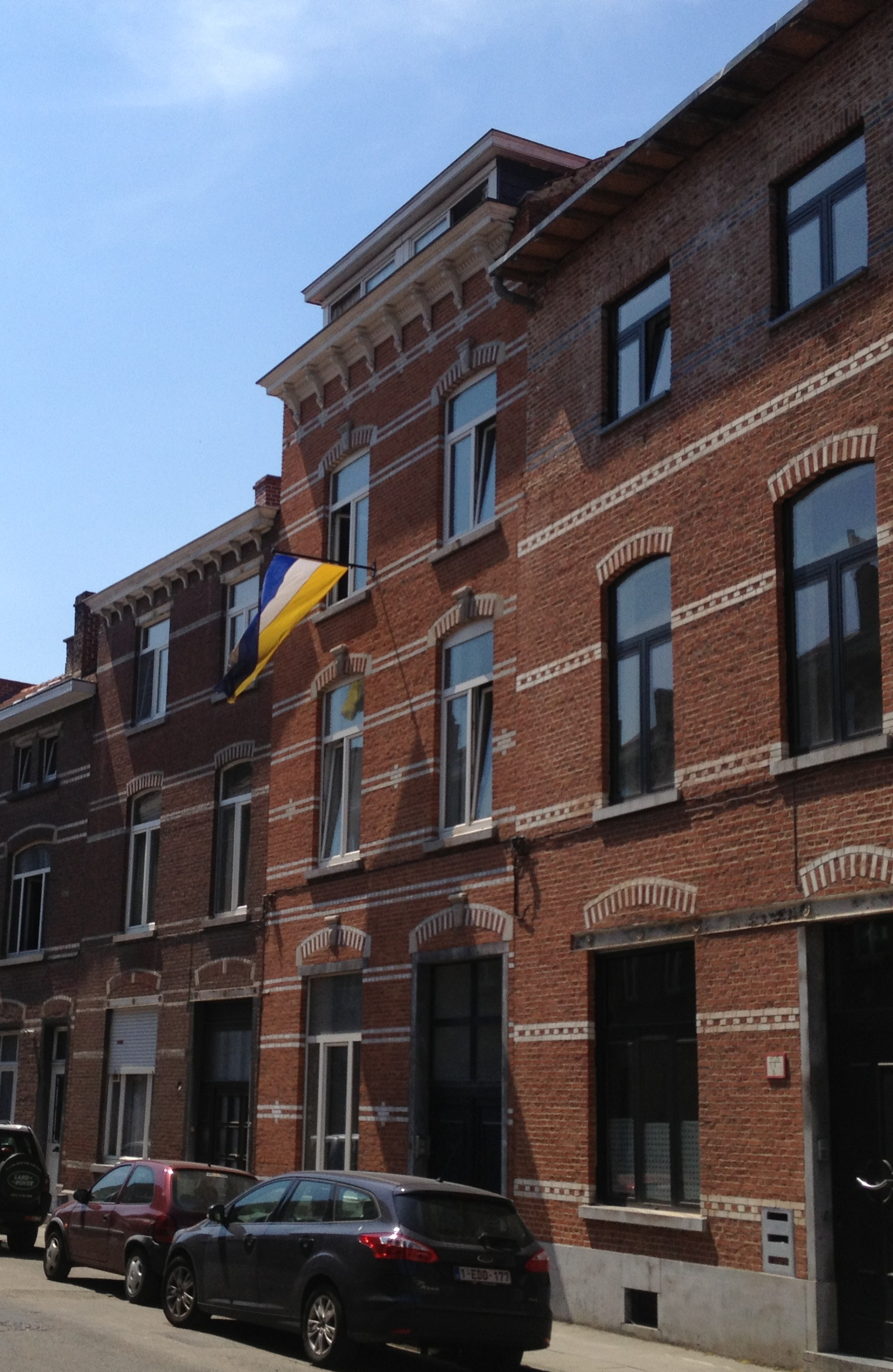
Corpshaus
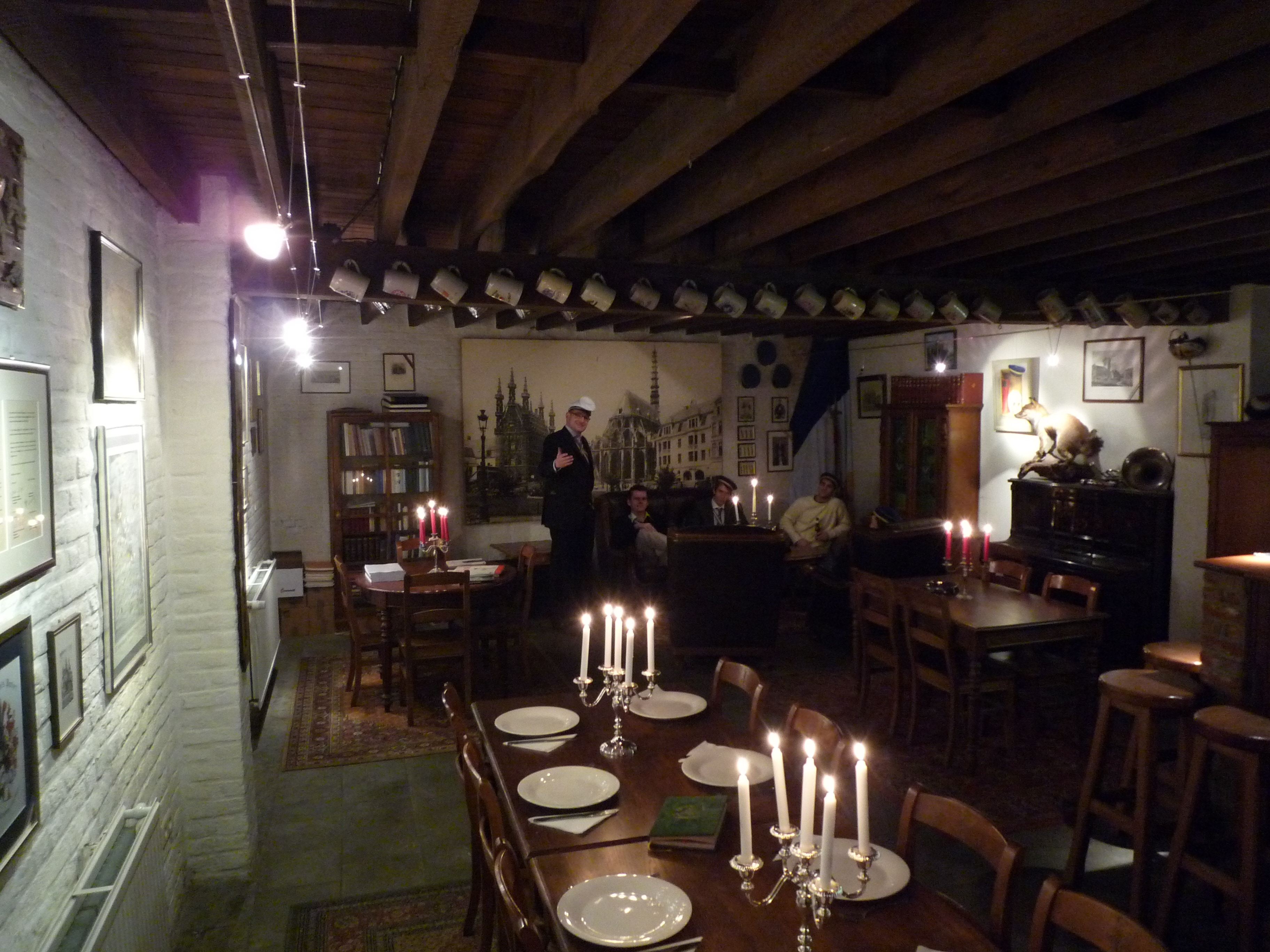
Kneipe

### Mainz
Hassia-Gießen und Borussia Greifswald gründeten 1949 den SC, der 1951 dem KSCV beitrat. Vorübergehend hatten auch die beiden grünen Corps Guestphalia Berlin und Teutonia Gießen ihren Sitz im Mainzer SC (von 1950 bis 1954/55), bevor sie wieder an ihre angestammten Universitäten zurückkehrten. Im Jahre 1955 folgte Borussia Halle. Mit zwei schwarzen und einem „mausgrauen“ Corps war Mainz über 40 Jahre der „schwärzeste SC“. Borussia Halle kehrte 1991, Borussia Greifswald 1996 an die heimatliche Universität zurück.
Korb. x,xx,xxx.

### Marburg

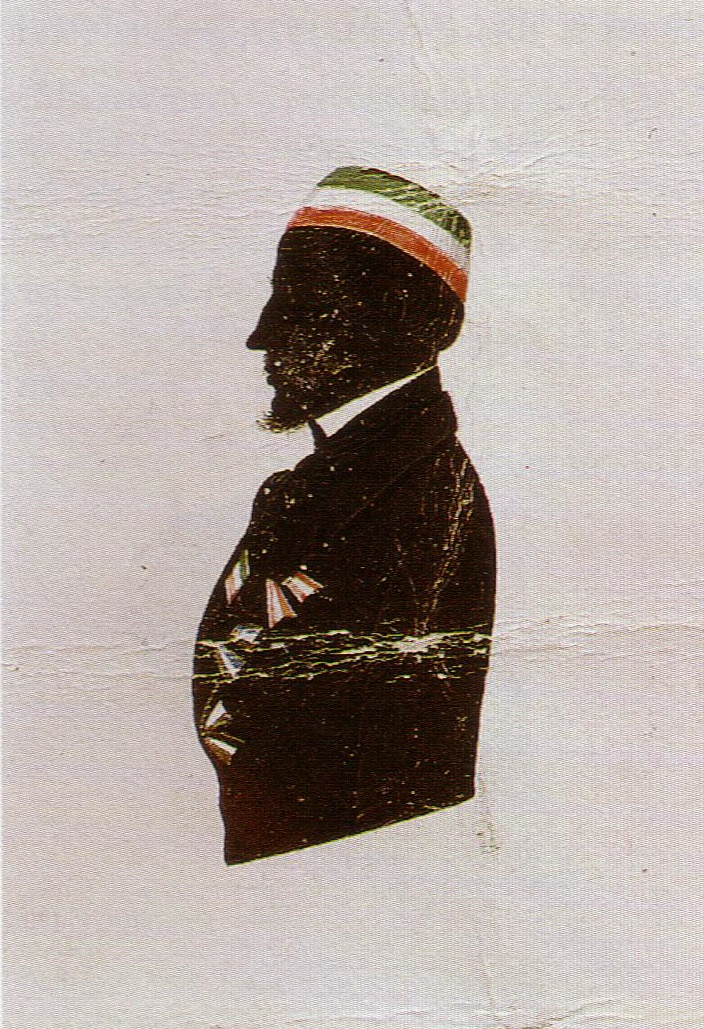
Emmerich Berner

Nach der Schlacht bei Jena und Auerstedt endete die Alleinherrschaft der Studentenorden und Kränzchen. Der Kampf mit der Universitätsbehörde und Zwistigkeiten unter den Studenten führten zu Auflösungen, Flucht in die Verborgenheit, Abspaltungen, Rekonstitutionen, Neugründungen und Änderungen der Farben und Zirkel. Hassia führte sich auf die Hessische Landsmannschaft zurück, die am 8. November 1806 gestiftet und am 23. Juni 1807 neu aufgetan worden war. Am 25. Juni 1807 trat sie mit der Rheinischen und der Westphälischen Landsmannschaft zu einem Senioren-Convent zusammen. Um Streitigkeiten durch die „Fuchskeile“ zu vermeiden, wurde eine Kantonaleinteilung vorgenommen. Mit Kassel als Mittelpunkt waren die Sprengel auf der Landkarte eingezeichnet. Jeder Student aus einem solchen Sprengel war der betreffenden Landsmannschaft (Frühe Neuzeit) als Renonce verfallen. Ohne Genehmigung des SC konnte er nicht in eine andere eintreten. Die Rhenanen verschwanden 1824/25. In den noch aus Hassia und Guestphalia bestehenden SC traten dafür nach und nach Teutonia, Lahnania und Hanovia ein. So waren 1827 beim 300-jährigen Jubiläum der Philipps-Universität Marburg noch fünf Corps vertreten. Lahnania und Hanovia konnten sich nicht halten. Auch die Anfang der 1830er Jahre gegründeten Corps Schaumburgia, Vandalia und Marcomannia bestanden nur kurze Zeit. Um die Jahreswende 1837/39 lösten die Westfalen sich endgültig auf. Zu Beginn des Wintersemesters 1838/39 bestanden in Marburg nur noch die Hassia und die Teutonia. Mit Teutonia (1825), Hasso-Nassovia (1839) und Guestphalia (1840) trat der SC zu Marburg 1856 dem KSCV bei. Durch den Friedensvertrag von Versailles aus Straßburg vertrieben, kamen Rhenania Straßburg (1919) und Suevia Straßburg (1928) in den SC.
Korb. x,xx,xxx.

### Münster

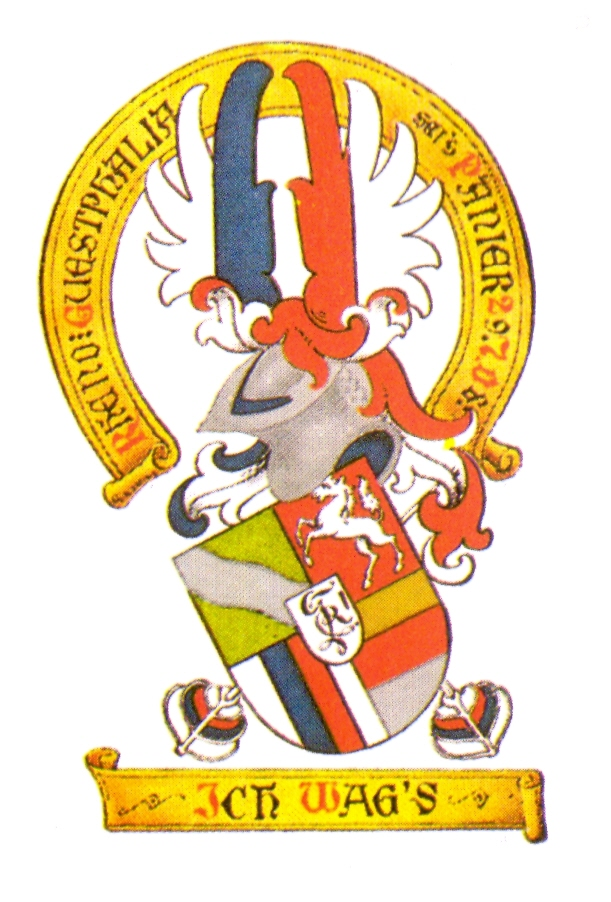
Rheno-Guestphalia

Als die Westfälische Wilhelms-Universität 1901 wieder eine juristische Fakultät erhielt, wurde sie eine Volluniversität. Damit waren die Voraussetzungen erfüllt, auch in Münster ein Corps zu gründen, das Mitglied im Kösener Senioren-Convents-Verband werden konnte. Es scheiterten verschiedene Versuche, ein Corps neu zu gründen oder ein suspendiertes Corps wiederzubeleben.

#### Rheno-Guestphalia
Eine Gruppe von Marburger Teutonen, Freiburger Rhenanen und Tübinger Rhenanen einigte sich schließlich auf Namen, Farben und Zirkel. So entstand am 29. Juli 1908 das Corps Rheno-Guestphalia. Es begründete den SC, der 1909 in den KSCV aufgenommen wurde. Im Jahre 1919 kam als zweites Corps die Suevia aus Straßburg nach Münster. Allerdings verließ das Straßburger Corps 1928 bereits wieder Münster. Im katholischen Münster war es der schlagenden Verbindung nicht gelungen genügend neue Aktive zu gewinnen und deshalb verlegte man den Corpsbetrieb nach Marburg. In den Jahren 1921, 1958 und 2004 stellte der SC zu Münster den Vorsitzenden des oKC.
Im Jahr 1958 kam mit Guestphalia Halle erneut ein zweites Corps nach Münster. Neun Jahre hatte sie im Corps Saxonia Frankfurt überdauert. Auch Guestphalia verließ 2006 den SC zu Münster nach fast fünf Jahrzehnten und kehrte nach Halle (Saale) zurück. Seither ist Rheno-Guestphalia unter den 37 in Münster aktiven Verbindungen das einzige Corps.
Mit ihren drei Gründercorps bildet Rheno-Guestphalia das Eiserne Kartell, früher bekannt als „Kohlekartell“: Teutonia Marburg, Rhenania Freiburg, Rhenania Tübingen. Weitere befreundete Corps sind Isaria, Marchia Berlin und Friso-Luneburgia Köln.
Bekannte Mitglieder sind oder waren u. a. Ludwig Becker (Jagdflieger), Axel Ekkernkamp, Otto-Tile von Kalm, Werner Meißner, Otto Schultze-Rhonhof, Heinrich Wilhelm Siedentopf und Emil Ziegenmeyer.
Korb. x,xx,xxx.

### Oldenburg
Seit 2023 existiert mit dem Corps Suevia-Straßburg zu Oldenburg ein Senioren-Convent des KSCV in Oldenburg.

#### Suevia-Straßburg
Suevia wurde am 25. Februar 1878 als drittes Corps an der Kaiser-Wilhelms-Universität gestiftet. Die Farben sind rot-weiß-schwarz. Der Wahlspruch ist Furchtlos und treu! Von Rhenania und Palatia wurde Suevia in den 1873 gegründeten Senioren-Convent zu Straßburg aufgenommen. Seither ist sie Mitglied des KSCV.
Vom 15. Juli 1890 bis Anfang des Sommersemesters 1891 und von 21. Juni 1911 bis 15. April 1912 war Suevia suspendiert. Während der letzten Suspensionszeit, die behördlich verfügt war, bestand das Ersatzcorps Hansea Straßburg (gestiftet am 19. Oktober 1911, Farben weiß-schwarz-rot-weiß). Mit dem Beginn des Ersten Weltkrieges wurde der Aktivenbetrieb erneut eingestellt.
Sie suspendierte am 11. November 1918 und rekonstituierte am 17. Juni 1919 in Münster. Am 22. Oktober 1928 verlegte sie von dort nach Marburg. In der Zeit des Nationalsozialismus ging sie als Kameradschaft „Eugen Zintgraff“ zum Corps Hansea Köln. Nach der deutschen Besetzung Frankreichs gründete sie an der Reichsuniversität Straßburg die Kameradschaft „Rudolf von Bennigsen“, die von 1941 bis 1944 im Straßburger Corpshaus lebte.
Am 10. Februar 1949 nahm Suevia den aktiven Betrieb in Marburg als Corps Suevia-Straßburg zu Marburg wieder auf. Wegen Nachwuchsmangels beschloss man im Sommer 2023 den Umzug nach Oldenburg.
Als Corps im schwarzen Kreis sind ihre Kartelle Suevia München, Bavaria Würzburg, Saxonia Kiel und ihre Corps Brunsviga Göttingen, Corps Thuringia Jena, Corps Hassia-Gießen zu Mainz, Corps Normannia Berlin, Corps Gothia Innsbruck und Corps Saxonia Konstanz.

Bekannte Mitglieder sind oder waren u. a. Werner Ballauff, Rudolf von Bennigsen, Heinrich Böhmcker, Joseph Borchmeyer, Wolfgang Dölle, Albert Dubler, Hermann Fischer, Karl Gossel, Robert Großmann, Adolf Krazer, Josef Krieger, Georg Lang von Langen, Ingo Lang von Langen, Otto Leverkus, Gustav von Mallinckrodt, Franz Albrecht Medicus, Max Meyer, Johann Georg Mönckeberg, Josef Neven DuMont, Anton Oberniedermayr, Theodor Parisius, Wilhelm Röhl, Chlodwig Ullersperger und Eugen Zintgraff.

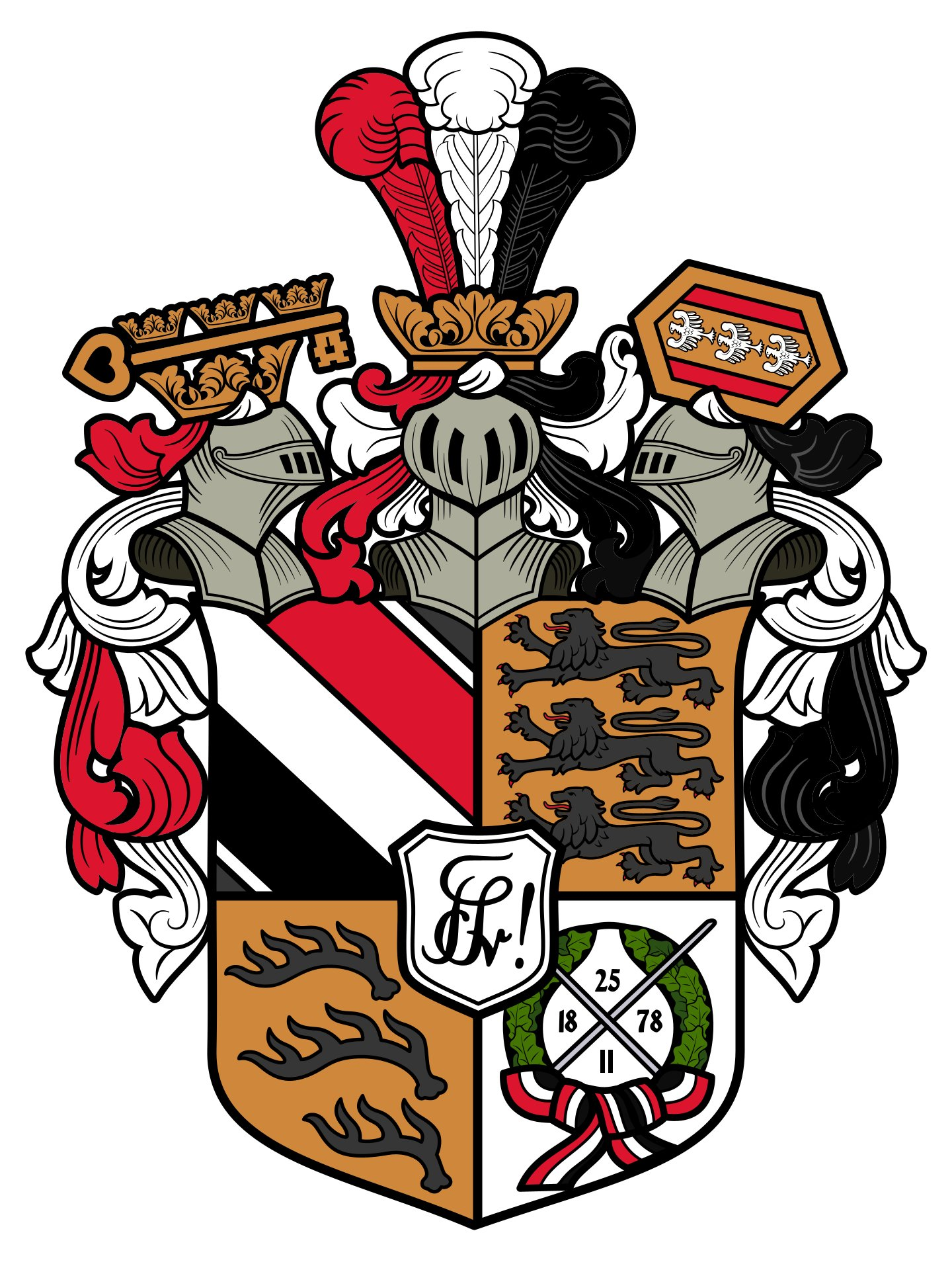
Altes Wappen der Suevia-Straßburg
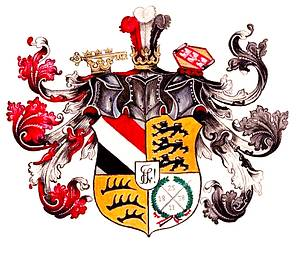
Neues Wappen der Suevia-Straßburg
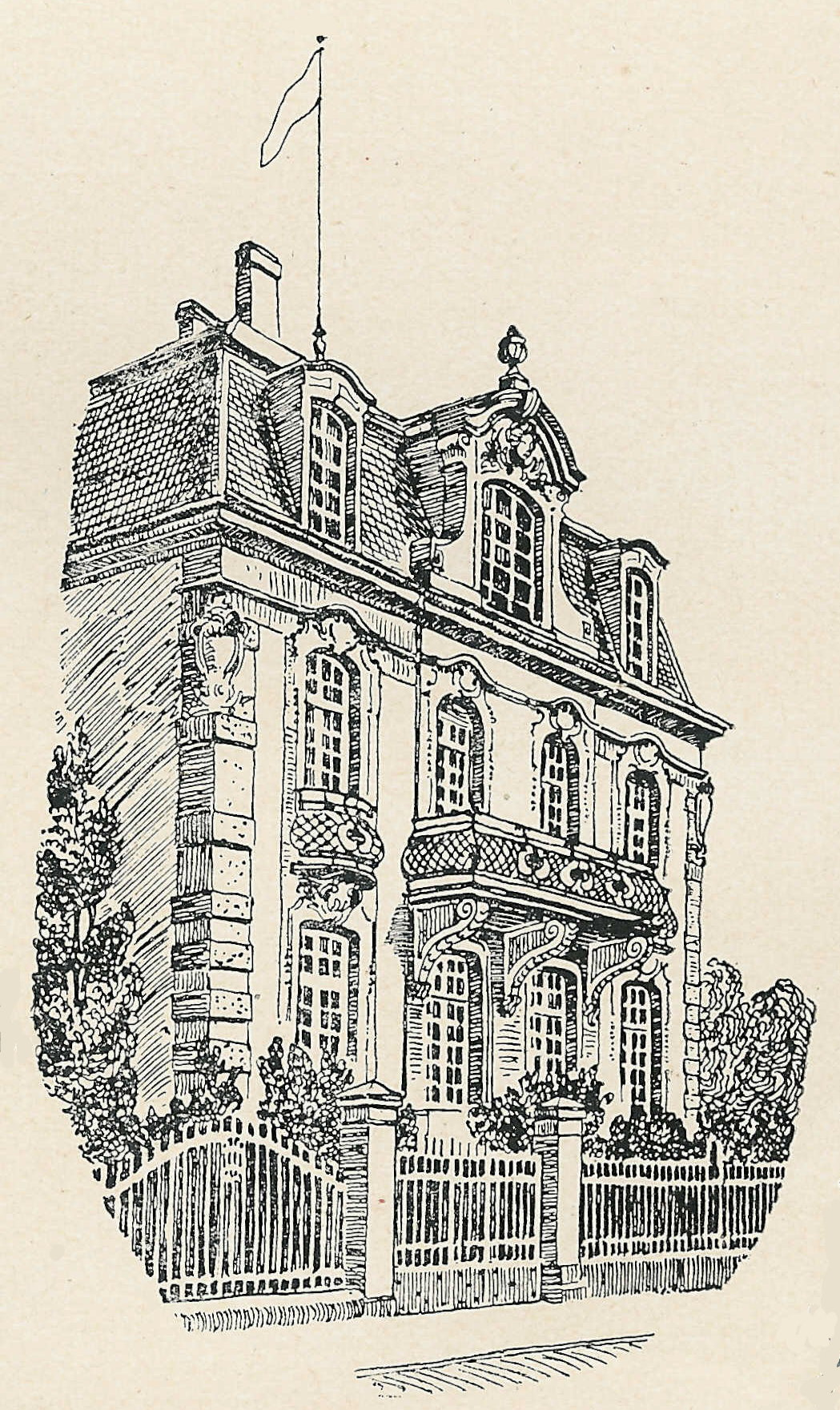
Zeichnung des ursprünglichen Hauses der Suevia Straßburg in Straßburg (Daniel-Hirtzstr. 13)
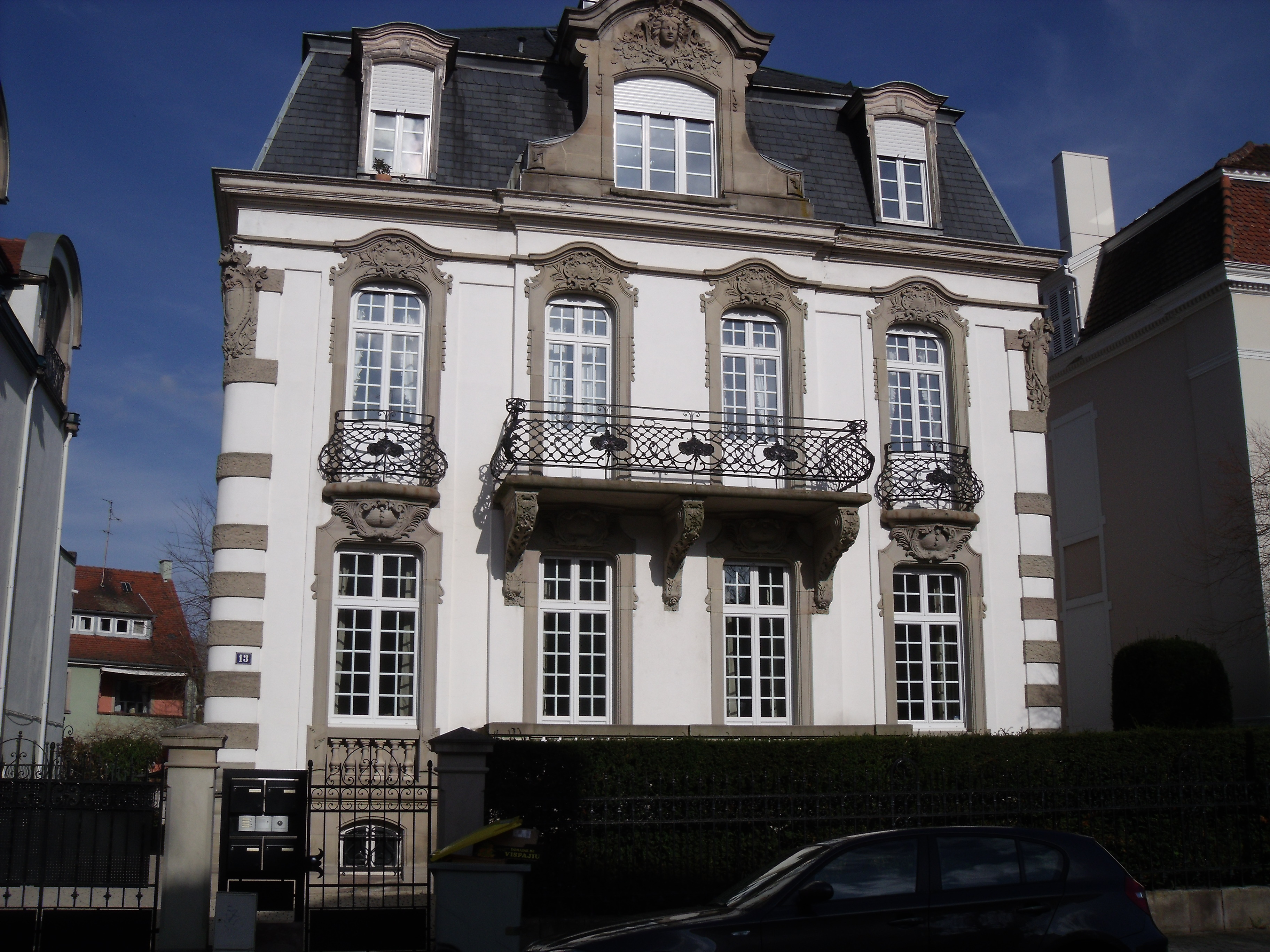
Bild des ursprünglichen Corpshauses
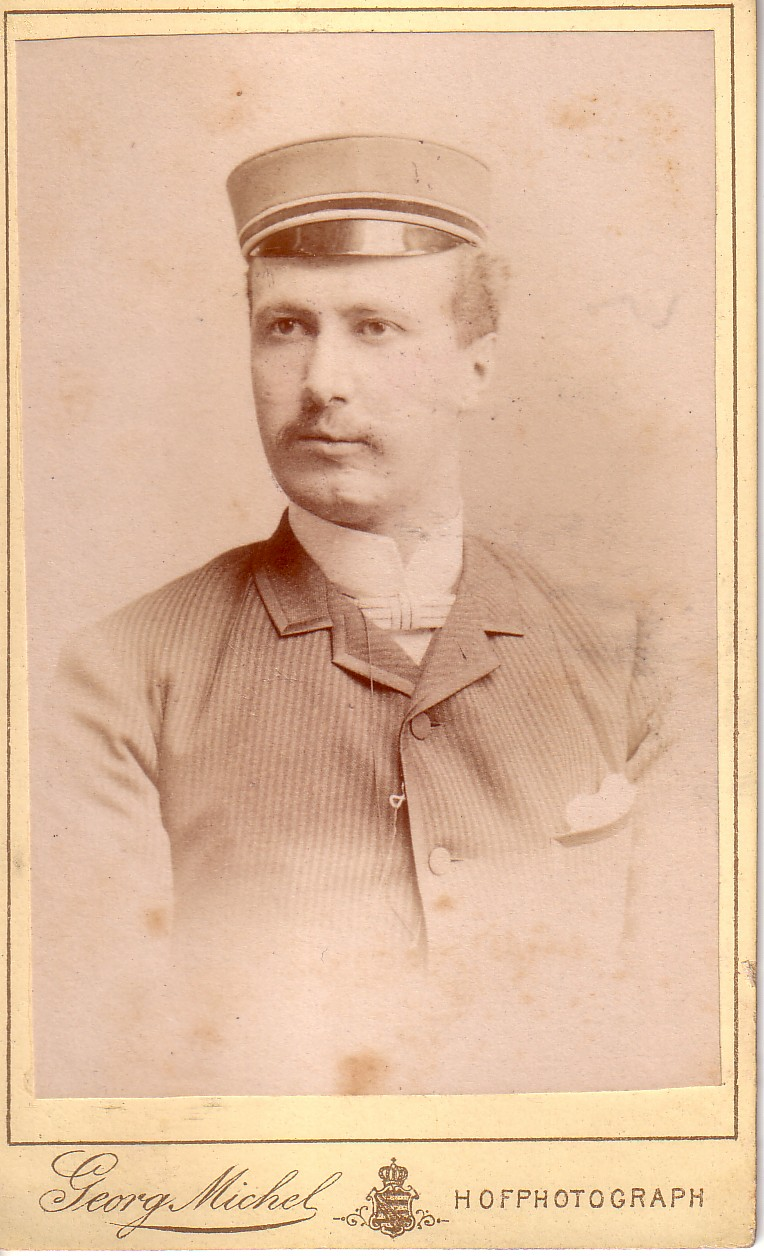
Rudolf von Bennigsen

### Passau
Als Budissa-Leipzig an der 1978 gegründeten Universität Passau 1984 rekonstituierte, erhielt sie SC-Rechte.
Korb. xxx,xx,x.

### Potsdam
Masovia kam 2001 nach Potsdam und erhielt 2002 SC-Rechte.
Mensuren ficht sie im Berliner Consenioren-Convent.
Glocke. x,xx,xxx.

### Prag
- Corps Frankonia Prag
- Corps Suevia Prag
- Corps Austria Prag

Adolf Siegl ist der große Kenner der Prager Corps.

### Regensburg
Der 1967 von Franconia-Jena begründete SC trat 1968 dem KSCV bei.
Korb. x,xx,xxx.

### Rostock

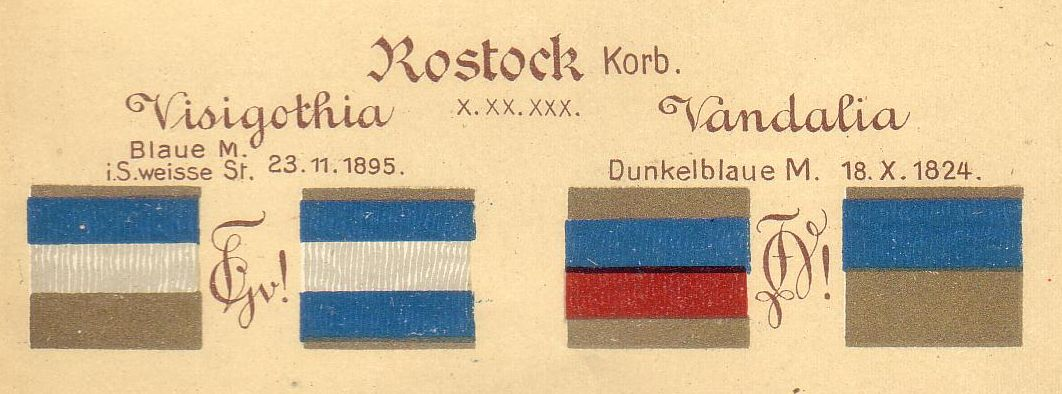
1920 / 2013

1840 gründeten die Landsmannschaften Hanseatia und Obotritia den SC. Mit Vandalia (1824) trat er 1882 dem KSCV bei. Die Rostocker Corps Borussia und Saxonia II renoncierten 1882 bei Holsatia in Kiel. Borussia suspendierte in 1886. Visigothia (1885) trat 1895 zum SC. Der heutige Senioren-Convent zu Rostock besteht aus Vandalia und Visigothia (Stand: 2024).
Korb. x,xx,xxx.

#### Visigothia

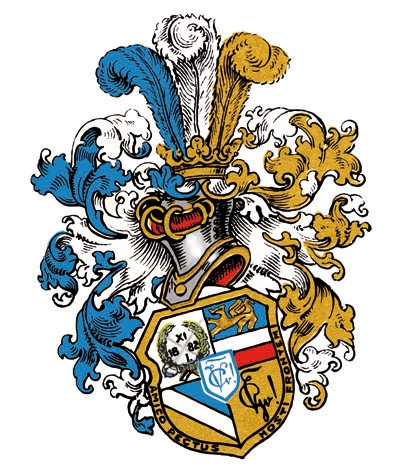
Wappen der Visigothia

Am 11. Januar 1882 wurde das Corps Visigothia als Skatverein Wantrup durch die Studenten Hugo Giffening, Ferdinand Crumbiegel und Robert Blanck mit dem Wahlspruch Amico pectus, hosti frontem! gegründet. Zwei Jahre später wird der heutige Name Visigothia angenommen und man meldete sich bei der Universität als freie schlagende Verbindung. Nachdem mit dem Greifswalder SC im Wintersemester 1894/1895 ein Paukverhältnis aufgenommen wurde, kann am 23. November 1895 die endgültige Aufnahme in den Kösener Senioren-Convents-Verband (KSCV) auf dem Hause des Corps Pomerania Greifswald vollzogen werden. Im Jahr 1922 übernahm das Corps Visigothia die Vorortgeschäfte des KSCV zum ersten Mal für ein Jahr.
Infolge der nationalsozialistischen Machtergreifung muss das Corps am 11. Januar 1936 suspendieren. Da aufgrund der politischen Verhältnisse nach dem Krieg eine Rekonstitution auf dem Gebiet der DDR unmöglich war, wurde ein Patenschaftsvertrag mit dem Corps Nassovia Würzburg eingegangen. Hierdurch war es den Mitgliedern der Nassauer möglich, durch eine weitere Mensur das Corpsband der Visigothia zu erhalten.
Nach dem Mauerfall war Visigothia das zweite Corps, welches den Schritt in das Gebiet der neuen Bundesländer zurück wagte. Am 2. März 1991 feierte das Corps die Wiederbegründung in Rostock. Im Sommersemester 1993 konnte das heutige Corpshaus erworben werden. Im Sommersemester 1998 kam es zum Abschluss eines Vorstellungsverhältnisses mit dem Corps Palatia München, welches im Juli 2012 in ein Freundschaftsverhältnis aufgewertet wurde. Im August 2007 übernahm das Corps Visigothia – als zu diesem Zeitpunkt noch einziges Corps am Ort – zum zweiten Male in seiner Geschichte den Vorort des Kösener Senioren-Convents-Verband und leitete die Geschicke des Gesamtverbandes für ein Jahr.
Als Couleur wählte man blau-weiß-gold. Das Burschenband hat zu diesen Farben eine goldene Perkussion. Dazu wird eine blaue Mütze und als Sommercouleur ein weißer Stürmer getragen. Die Füchse tragen die Farben blau-weiß-blau ebenfalls mit goldener Perkussion. Als Besonderheit gegenüber anderen Verbindungen tragen die Westgothen ihre Bänder im sogenannten Prager Format, d. h. dass diese eine Bandbreite von 32 mm und nicht – wie im Allgemeinen üblich – nur 28 mm aufweisen.
Bekannte Mitglieder sind oder waren u. a. Arndt Ellmer, Friedrich Franz IV., Alexander Grüter, Ludwig Krause, Heinz Maecker, Johannes Reinmöller, Max Matthäus Reinmöller, Georg Sporleder und Ernst Ludwig Voss.

### Saarbrücken
Frankonia-Prag begründete 1954 den SC und erhielt im selben Jahr SC-Rechte. Thuringia Leipzig rekonstituierte 1971 in Saarbrücken und kehrte 1992/93 zum Teil und 2001 ganz nach Leipzig zurück.
Korb. x,xx,xxx.

### Salzburg
Als Frankonia-Brünn an der Universität Salzburg rekonstituiert hatte, erhielt sie 1965 SC-Rechte. Der Münchener SC übernahm eine noch heute gedeihliche Patenschaft für die „Salzfranzosen“.
Korb. x,xx,xxx.

### Straßburg

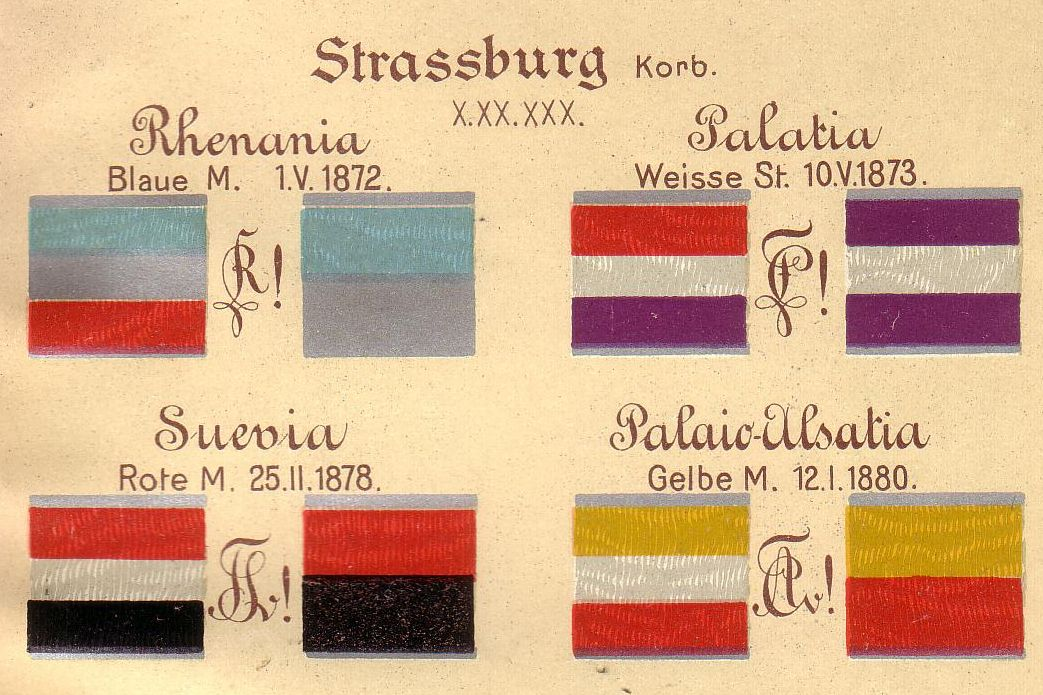
1872–1919

Die Verbindungen an der Kaiser-Wilhelms-Universität wurden nach dem Friedensvertrag von Versailles aus Frankreich ausgewiesen. Die vier Corps vereinbarten die Straßburger Vorstellung, die 1951 erneuert und nie aufgelöst wurde.
- Corps Rhenania
- Corps Palatia
- Corps Suevia
- Corps Palaio-Alsatia

### Stuttgart
- Corps Teutonia Stuttgart
- Corps Rhenania Stuttgart
- Corps Stauffia
- Corps Bavaria Stuttgart
- Corps Germania Hohenheim

### Tharandt

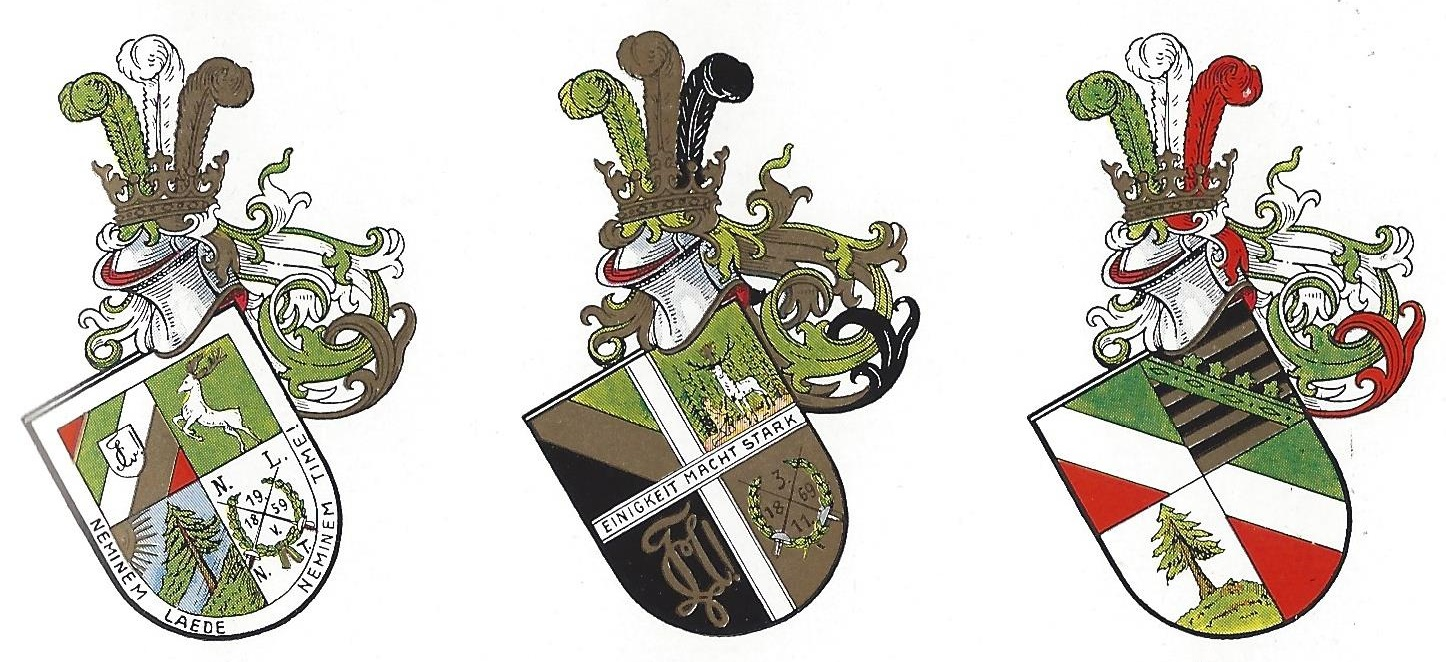
SC zu Tharandt: Silvania, Hubertia und Saxonia

Hubertia wurde am 3. November 1869 als Verbindung mit den Farben fichtentriebgrün–gold–schwarz gegründet. Hervorgegangen war sie aus der sogenannten Burgkellergesellschaft zu Tharandt, einer Vereinigung mit waffenstudentischen Grundsätzen, aber ohne Constitution. Hubertia, Tanne und die Gesellschaft Klub im Deutschen Haus gründeten 1869 den SC. Hinzu kamen Silvania (1859/1867) und Saxonia (1871). Hubertia erklärte sich am 3. Juni 1883 als erste Tharandter Verbindung zum Corps und stellte noch im selben Jahr den Antrag auf Aufnahme in den WSC; dem wurde aber nicht stattgegeben. Die Verbindung Tanne wurde nach Beilegung der Streitigkeiten 1885 als Corps Saxonia ebenfalls in den SC aufgenommen. Im November 1885 wurde der Tharandter SC durch die SC zu Freiberg und Dresden als gleichberechtigt anerkannt. Am 18. Januar 1923 in den KSCV aufgenommen, suspendierte Hubertia am 9. Mai 1932. Am selben Tage stifteten die Huberten mit den Angehörigen des Corps Saxonia Tharandt das Corps Hercynia. Die Alten Herren wurden am selben Tage übernommen. Hercynia suspendierte 1935 und ging 1956 in Hubertia München auf. Tharandter Huberten waren Eugen Ostwald und Erich Zieger.
Glocke. x,xx,xxx.

### Trier
Mit der Rekonstitution des Corps Marchia Brünn am 5. September 1992 bestand an der Universität Trier erstmals ein Kösener Corps. Zum oKC 1993 anlässlich der Pfingsttagung in Würzburg wurde Trier eigenständiger SC mit Marchia als Einzelcorps. Im Geschäftsjahr 2008/2009 hatte der SC zu Trier die Vorortgeschäfte im KSCV inne.

### Tübingen

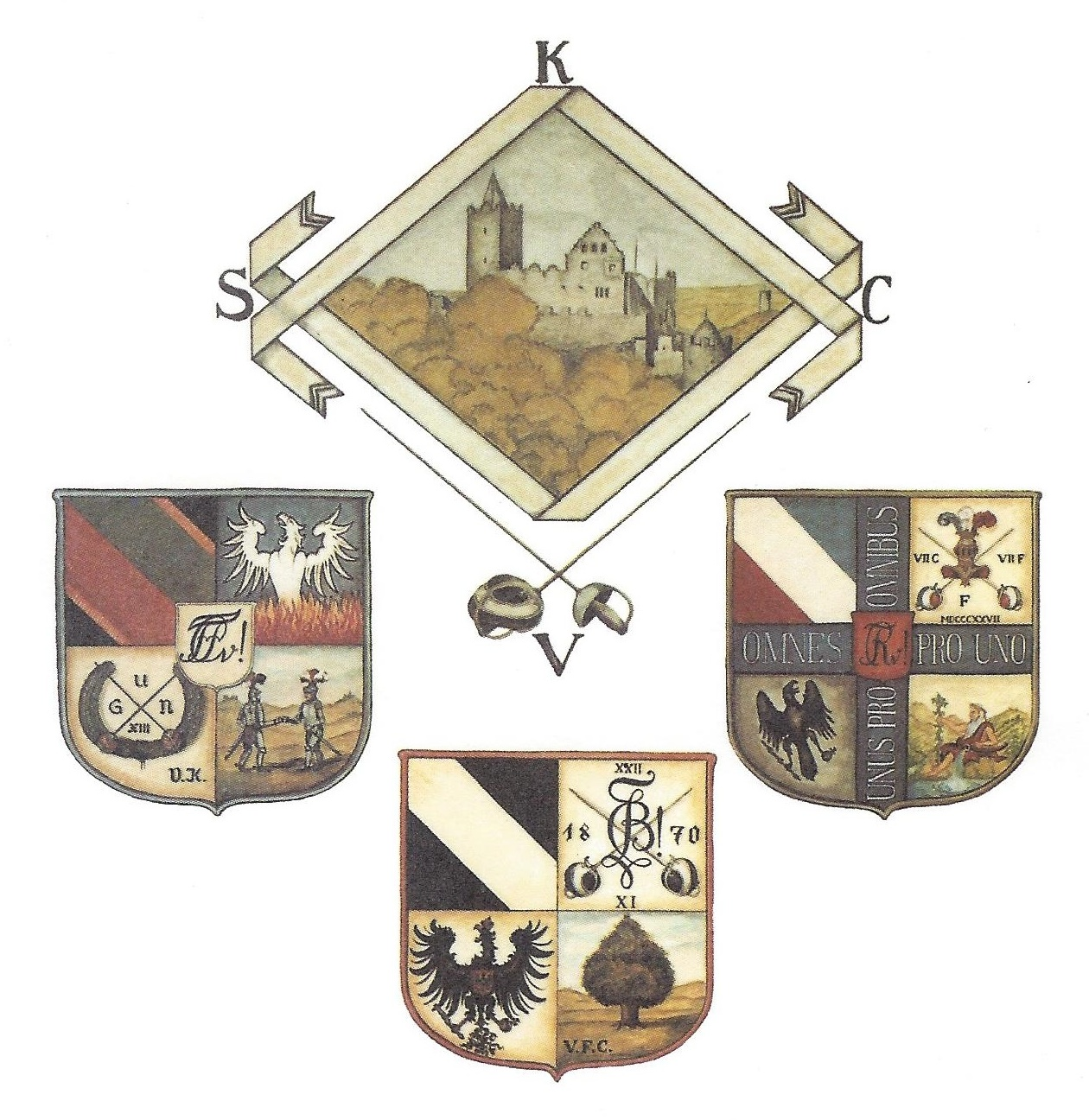
Tübinger SC (1983)

Nach dem Vorbild des Heidelberger Senioren-Convents gründeten die erloschenen Corps Suevia I, Suevia Superior und Franconia I 1808 den SC zu Tübingen. Mit den Nachfolgecorps der Gründungsmitglieder Franconia II (1821), Rhenania (1827) und der aus der Urburschenschaft hervorgegangenen Suevia IV trat er 1857 dem KSCV bei. Die Neustiftung Borussia (1870) wurde 1877 Mitglied des SC. Suevia schied 1971 aus dem SC aus.

### Ulm
Der SC entstand 1992 mit Ratisbonias Verlegung von München nach Ulm und
ist seit 2007 suspendiert.
Korb. xxx,xx,x.

### Wien
Saxonia und Teutonia II begründeten 1866 – im Jahr des Deutschen Krieges – den SC zu Wien. Mit Saxonia (1850), Alemannia (1862), Posonia (1869) und Symposion (1886) wurde er 1919 in den KSCV recipiert. Für die Aufnahme sorgten Gustav Gotthilf Winkel und Josef Neuwirth. Hinzu kamen Hansea (1922), Cheruscia (1923), Hilaritas (1935) und Hellas (1954). Aktive Corps im SC zu Wien sind zurzeit (2023) Saxonia, Symposion und Hellas. Am ordentlichen Kösener Congress 2018 wurde das Corps Hansea aus dem KSCV ausgeschlossen.
Korb. x,xx,xxx.

### Würzburg
- Corps Franconia Würzburg (1805)
- Corps Moenania Würzburg (1814)
- Corps Bavaria Würzburg (1815)
- Corps Nassovia Würzburg (1836)
- Corps Rhenania Würzburg (1842)

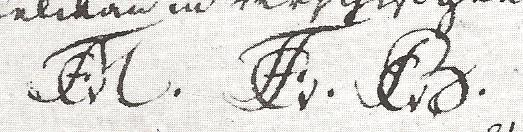
Der SC zu Würzburg 1818: Moenania, Franconia, Bavaria

- Corps Makaria-Guestphalia Würzburg (1863/1875, Fusion 1950)

### Zürich
- Corps Tigurinia Zürich

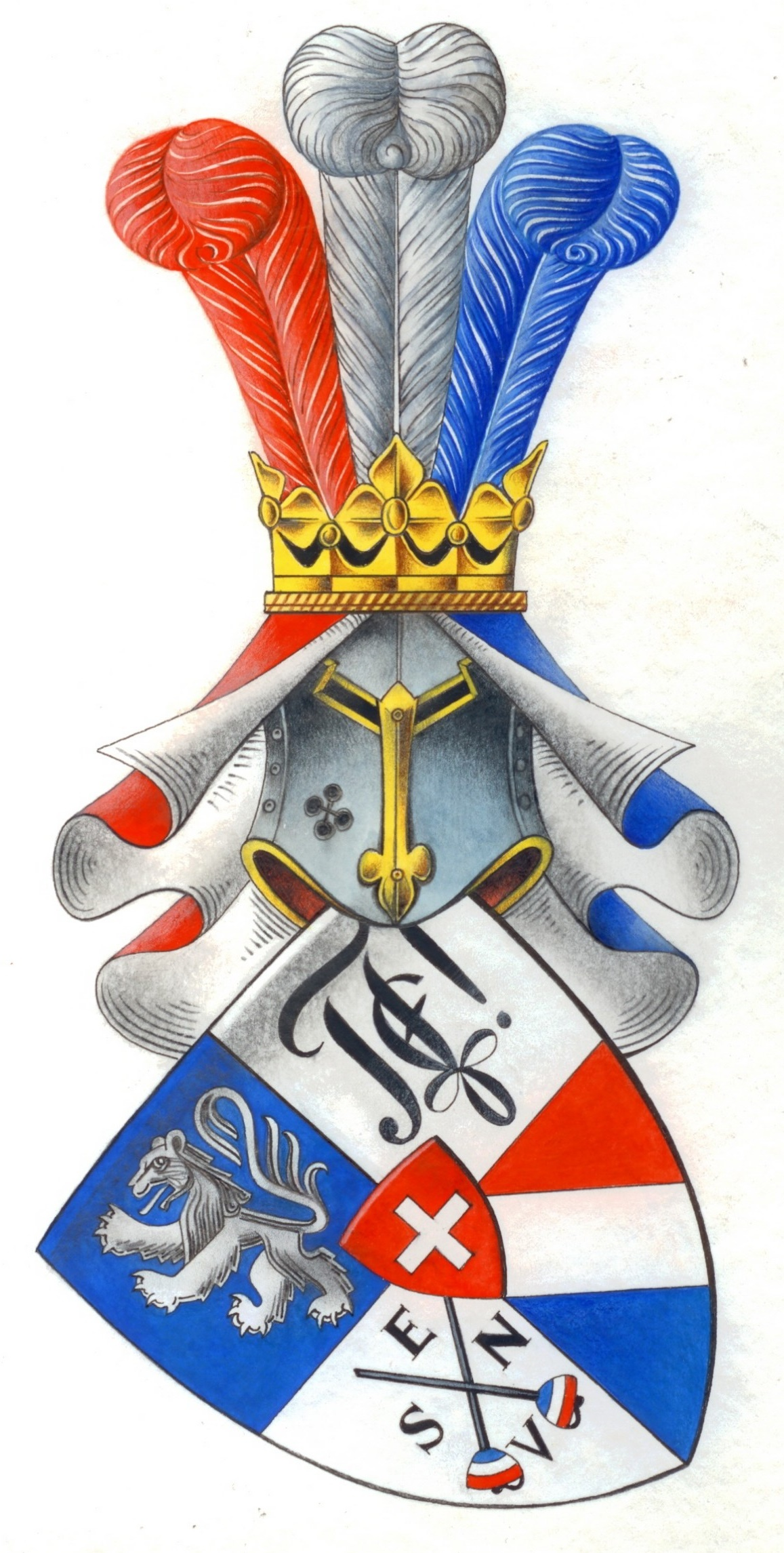
Tigurinia

- Corps Helvetia Zürich (WSC) (1861–1865)
- Corps Helvetia Zürich (Grün-Helvetia) im KSCV

## Andere SC
- Askanischer Senioren-Convent
- Auerbacher Landsmannschafts-Senioren-Convent
- Chemnitzer Senioren-Convent (1925)
- Mittweidaer Senioren-Cartell[67]
- Passauer Seniorenconvent[68]

## Senioren-Convente im Katalog der Deutschen Nationalbibliothek

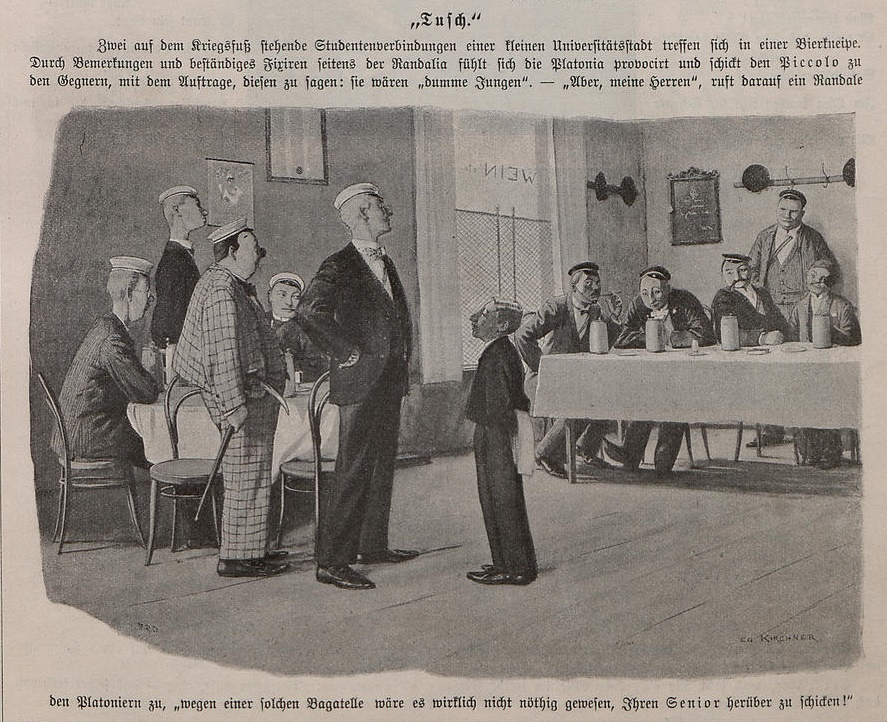
Tusch (Fliegende Blätter, 1894)

Ohne die Hauptartikel-SC
- TH Berlin
- Bonn
- Braunschweig
- Chemnitz
- Dresden
- Hannover
- Hohenheim
- Innsbruck
- Karlsruhe
- TH München
- Stuttgart
- Tharandt
- Wien